# Lista över matchresultat i Damallsvenskan 2017
Lista över matchresultat i Damallsvenskan 2017. Ligan startade den 16 april klockan 14:00 (UTC+2) med matchen FC Rosengård–Kvarnsvedens IK.
  
| Nr | Lag                  | S  | V  | O | F  | GM | IM | MS  | P  |
| -- | -------------------- | -- | -- | - | -- | -- | -- | --- | -- |
| 1  | Linköpings FC (RM)   | 22 | 16 | 3 | 3  | 45 | 24 | +21 | 51 |
| 2  | FC Rosengård         | 22 | 12 | 6 | 4  | 50 | 23 | +27 | 42 |
| 3  | Eskilstuna United    | 22 | 11 | 5 | 6  | 37 | 24 | +13 | 38 |
| 4  | Piteå IF             | 22 | 10 | 6 | 6  | 31 | 20 | +11 | 36 |
| 5  | Kristianstads DFF    | 22 | 9  | 4 | 9  | 33 | 26 | +7  | 31 |
| 6  | Djurgårdens IF       | 22 | 9  | 3 | 10 | 31 | 36 | −5  | 30 |
| 7  | Hammarby IF (U)      | 22 | 6  | 9 | 7  | 27 | 26 | +1  | 27 |
| 8  | Kopparbergs/Göteborg | 22 | 7  | 6 | 9  | 31 | 41 | −10 | 27 |
| 9  | Limhamn Bunkeflo (U) | 22 | 8  | 2 | 12 | 23 | 43 | −20 | 26 |
| 10 | Vittsjö GIK          | 22 | 5  | 8 | 9  | 24 | 30 | −6  | 23 |
| 11 | Kvarnsvedens IK      | 22 | 4  | 7 | 11 | 41 | 54 | −13 | 19 |
| 12 | KIF Örebro           | 22 | 2  | 7 | 13 | 21 | 47 | −26 | 13 |

| Hemma \ Borta        | DIF | EU  | FCR | HIF | KIF | K/G | KDFF | KIK | LB  | LFC | PIF | VGIK |
| Djurgårdens IF       | —   | 1–0 | 1–3 | 1–0 | 1–2 | 2–0 | 2–1  | 1–2 | 2–1 | 1–2 | 1–5 | 1–1  |
| Eskilstuna United    | 1–1 | —   | 3–2 | 1–0 | 2–1 | 1–5 | 2–1  | 4–1 | 4–0 | 0–2 | 0–1 | 2–1  |
| FC Rosengård         | 6–3 | 1–0 | —   | 0–1 | 2–2 | 5–0 | 1–0  | 7–2 | 3–0 | 2–2 | 0–0 | 2–2  |
| Hammarby IF          | 0–2 | 1–0 | 1–0 | —   | 6–1 | 0–0 | 1–1  | 2–1 | 1–2 | 1–3 | 0–1 | 2–0  |
| KIF Örebro           | 0–3 | 0–1 | 2–2 | 2–2 | —   | 0–1 | 1–0  | 3–3 | 1–2 | 1–4 | 0–0 | 0–0  |
| Kopparbergs/Göteborg | 1–0 | 0–1 | 1–1 | 3–3 | 1–0 | —   | 1–2  | 2–2 | 2–5 | 0–2 | 2–2 | 2–0  |
| Kristianstads DFF    | 1–2 | 1–1 | 2–1 | 0–0 | 3–2 | 5–2 | —    | 5–2 | 2–0 | 1–2 | 1–0 | 0–1  |
| Kvarnsvedens IK      | 2–2 | 2–2 | 1–3 | 3–3 | 3–1 | 3–3 | 1–2  | —   | 5–0 | 0–0 | 3–1 | 2–3  |
| Limhamn Bunkeflo     | 2–1 | 0–3 | 0–1 | 1–1 | 2–0 | 2–1 | 0–3  | 1–0 | —   | 0–1 | 1–1 | 0–2  |
| Linköpings FC        | 2–1 | 0–6 | 0–3 | 2–2 | 5–0 | 5–1 | 1–0  | 3–2 | 3–0 | —   | 2–3 | 1–0  |
| Piteå IF             | 0–1 | 2–2 | 0–2 | 2–0 | 2–0 | 0–1 | 2–1  | 3–0 | 4–1 | 0–1 | —   | 2–1  |
| Vittsjö GIK          | 4–1 | 1–1 | 0–3 | 0–0 | 2–2 | 0–2 | 1–1  | 3–1 | 2–3 | 0–2 | 0–0 | —    |

## Matcher

### Omgång 1
| 1           | 16 april 2017 | FC Rosengård                                                                            | 7 – 2           | Kvarnsvedens IK                     | Malmö IP                                     |                                              |
| 14:00 UTC+2 | 14:00 UTC+2   | Lieke Martens 11′, 45+1′ Sanne Troelsgaard 21′, 70′ Anja Mittag 31′ Ella Masar 55′, 83′ | (4 – 1) Rapport | 3′ Julia Roddar 69′ Tabita Chawinga | Malmö Publik: 491 Domare: Laura Rapp (Årsta) | Malmö Publik: 491 Domare: Laura Rapp (Årsta) |
| 14:00 UTC+2 | 14:00 UTC+2   |                                                                                         |                 |                                     | Malmö Publik: 491 Domare: Laura Rapp (Årsta) | Malmö Publik: 491 Domare: Laura Rapp (Årsta) |
| 14:00 UTC+2 | 14:00 UTC+2   |                                                                                         |                 |                                     | Malmö Publik: 491 Domare: Laura Rapp (Årsta) | Malmö Publik: 491 Domare: Laura Rapp (Årsta) |

| 2           | 16 april 2017 | Piteå IF | 0 – 1           | Djurgårdens IF      | LF Arena                                          |                                                   |
| 15:00 UTC+2 | 15:00 UTC+2   |          | (0 – 1) Rapport | 37′ Hanna Lundqvist | Piteå Publik: 1 168 Domare: Tess Olofsson (Malmö) | Piteå Publik: 1 168 Domare: Tess Olofsson (Malmö) |
| 15:00 UTC+2 | 15:00 UTC+2   |          |                 |                     | Piteå Publik: 1 168 Domare: Tess Olofsson (Malmö) | Piteå Publik: 1 168 Domare: Tess Olofsson (Malmö) |
| 15:00 UTC+2 | 15:00 UTC+2   |          |                 |                     | Piteå Publik: 1 168 Domare: Tess Olofsson (Malmö) | Piteå Publik: 1 168 Domare: Tess Olofsson (Malmö) |

| 3           | 16 april 2017 | Kopparbergs/Göteborg   | 1 – 0           | KIF Örebro | Valhalla IP                                           |                                                       |
| 15:00 UTC+2 | 15:00 UTC+2   | Pauline Hammarlund 84′ | (0 – 0) Rapport |            | Göteborg Publik: 366 Domare: Lovisa Johansson (Grums) | Göteborg Publik: 366 Domare: Lovisa Johansson (Grums) |
| 15:00 UTC+2 | 15:00 UTC+2   |                        |                 |            | Göteborg Publik: 366 Domare: Lovisa Johansson (Grums) | Göteborg Publik: 366 Domare: Lovisa Johansson (Grums) |
| 15:00 UTC+2 | 15:00 UTC+2   |                        |                 |            | Göteborg Publik: 366 Domare: Lovisa Johansson (Grums) | Göteborg Publik: 366 Domare: Lovisa Johansson (Grums) |

| 4           | 16 april 2017 | Kristianstads DFF | 0 – 1           | Vittsjö GIK        | Vilans IP                                                    |                                                              |
| 15:00 UTC+2 | 15:00 UTC+2   |                   | (0 – 1) Rapport | 5′ Linda Sällström | Kristianstad Publik: 812 Domare: Malin Johansson (Stockholm) | Kristianstad Publik: 812 Domare: Malin Johansson (Stockholm) |
| 15:00 UTC+2 | 15:00 UTC+2   |                   |                 |                    | Kristianstad Publik: 812 Domare: Malin Johansson (Stockholm) | Kristianstad Publik: 812 Domare: Malin Johansson (Stockholm) |
| 15:00 UTC+2 | 15:00 UTC+2   |                   |                 |                    | Kristianstad Publik: 812 Domare: Malin Johansson (Stockholm) | Kristianstad Publik: 812 Domare: Malin Johansson (Stockholm) |

| 5           | 16 april 2017 | Linköpings FC                              | 3 – 0           | Limhamn Bunkeflo | Linköping Arena                                              |                                                              |
| 16:00 UTC+2 | 16:00 UTC+2   | Marija Banusic 12′, 46′ Kristine Minde 55′ | (1 – 0) Rapport |                  | Linköping Publik: 518 Domare: Pernilla Larsson (Trollhättan) | Linköping Publik: 518 Domare: Pernilla Larsson (Trollhättan) |
| 16:00 UTC+2 | 16:00 UTC+2   |                                            |                 |                  | Linköping Publik: 518 Domare: Pernilla Larsson (Trollhättan) | Linköping Publik: 518 Domare: Pernilla Larsson (Trollhättan) |
| 16:00 UTC+2 | 16:00 UTC+2   |                                            |                 |                  | Linköping Publik: 518 Domare: Pernilla Larsson (Trollhättan) | Linköping Publik: 518 Domare: Pernilla Larsson (Trollhättan) |

| 6           | 17 april 2017 | Eskilstuna United | 1 – 0           | Hammarby IF | Tunavallen                                               |                                                          |
| 17:00 UTC+2 | 17:00 UTC+2   | Fiona Brown 50′   | (0 – 0) Rapport |             | Eskilstuna Publik: 2 013 Domare: Sara Persson (Rävlanda) | Eskilstuna Publik: 2 013 Domare: Sara Persson (Rävlanda) |
| 17:00 UTC+2 | 17:00 UTC+2   |                   |                 |             | Eskilstuna Publik: 2 013 Domare: Sara Persson (Rävlanda) | Eskilstuna Publik: 2 013 Domare: Sara Persson (Rävlanda) |
| 17:00 UTC+2 | 17:00 UTC+2   |                   |                 |             | Eskilstuna Publik: 2 013 Domare: Sara Persson (Rävlanda) | Eskilstuna Publik: 2 013 Domare: Sara Persson (Rävlanda) |

### Omgång 2
| 7           | 19 april 2017 | Djurgårdens IF           | 1 – 3           | FC Rosengård                              | Stockholms stadion                                           |                                                              |
| 19:00 UTC+2 | 19:00 UTC+2   | Tempest-Marie Norlin 10′ | (1 – 1) Rapport | 13′ (sjm.) 49′ Ella Masar 81′ Iva Landeka | Stockholm Publik: 842 Domare: Pernilla Larsson (Trollhättan) | Stockholm Publik: 842 Domare: Pernilla Larsson (Trollhättan) |
| 19:00 UTC+2 | 19:00 UTC+2   |                          |                 |                                           | Stockholm Publik: 842 Domare: Pernilla Larsson (Trollhättan) | Stockholm Publik: 842 Domare: Pernilla Larsson (Trollhättan) |
| 19:00 UTC+2 | 19:00 UTC+2   |                          |                 |                                           | Stockholm Publik: 842 Domare: Pernilla Larsson (Trollhättan) | Stockholm Publik: 842 Domare: Pernilla Larsson (Trollhättan) |

| 8           | 22 april 2017 | KIF Örebro       | 1 – 0           | Kristianstads DFF | Behrn Arena                                        |                                                    |
| 15:00 UTC+2 | 15:00 UTC+2   | Emma Jansson 20′ | (1 – 0) Rapport |                   | Örebro Publik: 467 Domare: Sara Persson (Rävlanda) | Örebro Publik: 467 Domare: Sara Persson (Rävlanda) |
| 15:00 UTC+2 | 15:00 UTC+2   |                  |                 |                   | Örebro Publik: 467 Domare: Sara Persson (Rävlanda) | Örebro Publik: 467 Domare: Sara Persson (Rävlanda) |
| 15:00 UTC+2 | 15:00 UTC+2   |                  |                 |                   | Örebro Publik: 467 Domare: Sara Persson (Rävlanda) | Örebro Publik: 467 Domare: Sara Persson (Rävlanda) |

| 9           | 22 april 2017 | Vittsjö GIK  | 1 – 1           | Eskilstuna United | Vittsjö IP                                              |                                                         |
| 15:00 UTC+2 | 15:00 UTC+2   | Ebba Hed 17′ | (1 – 0) Rapport | 73′ Mimmi Larsson | Vittsjö Publik: 487 Domare: Malin Johansson (Stockholm) | Vittsjö Publik: 487 Domare: Malin Johansson (Stockholm) |
| 15:00 UTC+2 | 15:00 UTC+2   |              |                 |                   | Vittsjö Publik: 487 Domare: Malin Johansson (Stockholm) | Vittsjö Publik: 487 Domare: Malin Johansson (Stockholm) |
| 15:00 UTC+2 | 15:00 UTC+2   |              |                 |                   | Vittsjö Publik: 487 Domare: Malin Johansson (Stockholm) | Vittsjö Publik: 487 Domare: Malin Johansson (Stockholm) |

| 10          | 22 april 2017 | Hammarby IF             | 1 – 3           | Linköpings FC                                         | Tele2 Arena                                             |                                                         |
| 16:00 UTC+2 | 16:00 UTC+2   | Julia Zigiotti Olme 60′ | (0 – 1) Rapport | 13′, 55′ Marija Banusic 90+3′ (sjm.) Amanda Johansson | Stockholm Publik: 683 Domare: Camilla Eriksson (Hallen) | Stockholm Publik: 683 Domare: Camilla Eriksson (Hallen) |
| 16:00 UTC+2 | 16:00 UTC+2   |                         |                 |                                                       | Stockholm Publik: 683 Domare: Camilla Eriksson (Hallen) | Stockholm Publik: 683 Domare: Camilla Eriksson (Hallen) |
| 16:00 UTC+2 | 16:00 UTC+2   |                         |                 |                                                       | Stockholm Publik: 683 Domare: Camilla Eriksson (Hallen) | Stockholm Publik: 683 Domare: Camilla Eriksson (Hallen) |

| 11          | 23 april 2017 | Limhamn Bunkeflo                 | 1 – 1           | Piteå IF               | Limhamns IP                                      |                                                  |
| 15:00 UTC+2 | 15:00 UTC+2   | Anna Björk Kristjansdottir 45+1′ | (1 – 0) Rapport | 90+3′ Hanna Pettersson | Malmö Publik: 485 Domare: Laura Rapp (Stockholm) | Malmö Publik: 485 Domare: Laura Rapp (Stockholm) |
| 15:00 UTC+2 | 15:00 UTC+2   |                                  |                 |                        | Malmö Publik: 485 Domare: Laura Rapp (Stockholm) | Malmö Publik: 485 Domare: Laura Rapp (Stockholm) |
| 15:00 UTC+2 | 15:00 UTC+2   |                                  |                 |                        | Malmö Publik: 485 Domare: Laura Rapp (Stockholm) | Malmö Publik: 485 Domare: Laura Rapp (Stockholm) |

| 12          | 25 april 2017 | Kvarnsvedens IK                                           | 3 – 3           | Kopparbergs/Göteborg                                            | Ljungbergsplanen                                            |                                                             |
| 18:00 UTC+2 | 18:00 UTC+2   | Marie Salander 72′ Tabita Chawinga 77′ Lara Ivanusa 90+1′ | (0 – 2) Rapport | 19′ Elin Rubensson 44′ Rebecka Blomqvist 73′ Pauline Hammarlund | Borlänge Publik: 343 Domare: Pernilla Larsson (Trollhättan) | Borlänge Publik: 343 Domare: Pernilla Larsson (Trollhättan) |
| 18:00 UTC+2 | 18:00 UTC+2   |                                                           |                 |                                                                 | Borlänge Publik: 343 Domare: Pernilla Larsson (Trollhättan) | Borlänge Publik: 343 Domare: Pernilla Larsson (Trollhättan) |
| 18:00 UTC+2 | 18:00 UTC+2   |                                                           |                 |                                                                 | Borlänge Publik: 343 Domare: Pernilla Larsson (Trollhättan) | Borlänge Publik: 343 Domare: Pernilla Larsson (Trollhättan) |

### Omgång 3
| 13          | 28 april 2017 | KIF Örebro               | 2 – 2           | Hammarby IF                                | Behrn arena                                            |                                                        |
| 19:00 UTC+2 | 19:00 UTC+2   | Julia Spetsmark 75′, 90′ | (0 – 1) Rapport | 4′ Alexandra Lindberg 55′ Filippa Angeldal | Örebro Publik: 336 Domare: Malin Johansson (Stockholm) | Örebro Publik: 336 Domare: Malin Johansson (Stockholm) |
| 19:00 UTC+2 | 19:00 UTC+2   |                          |                 |                                            | Örebro Publik: 336 Domare: Malin Johansson (Stockholm) | Örebro Publik: 336 Domare: Malin Johansson (Stockholm) |
| 19:00 UTC+2 | 19:00 UTC+2   |                          |                 |                                            | Örebro Publik: 336 Domare: Malin Johansson (Stockholm) | Örebro Publik: 336 Domare: Malin Johansson (Stockholm) |

| 14          | 29 april 2017 | Limhamn Bunkeflo | 0 – 3           | Kristianstads DFF                        | Limhamns IP                                        |                                                    |
| 15:00 UTC+2 | 15:00 UTC+2   |                  | (0 – 3) Rapport | 10′ Rita Chikwelu 13′, 42′ Amanda Edgren | Malmö Publik: 237 Domare: Lovisa Johansson (Grums) | Malmö Publik: 237 Domare: Lovisa Johansson (Grums) |
| 15:00 UTC+2 | 15:00 UTC+2   |                  |                 |                                          | Malmö Publik: 237 Domare: Lovisa Johansson (Grums) | Malmö Publik: 237 Domare: Lovisa Johansson (Grums) |
| 15:00 UTC+2 | 15:00 UTC+2   |                  |                 |                                          | Malmö Publik: 237 Domare: Lovisa Johansson (Grums) | Malmö Publik: 237 Domare: Lovisa Johansson (Grums) |

| 15          | 30 april 2017 | Piteå IF                                   | 3 – 0           | Kvarnsvedens IK | LF Arena                                           |                                                    |
| 14:00 UTC+2 | 14:00 UTC+2   | Julia Karlenäs 31′, 55′ Madelen Janogy 65′ | (1 – 0) Rapport |                 | Piteå Publik: 541 Domare: Sara Wiinikka (Svensbyn) | Piteå Publik: 541 Domare: Sara Wiinikka (Svensbyn) |
| 14:00 UTC+2 | 14:00 UTC+2   |                                            |                 |                 | Piteå Publik: 541 Domare: Sara Wiinikka (Svensbyn) | Piteå Publik: 541 Domare: Sara Wiinikka (Svensbyn) |
| 14:00 UTC+2 | 14:00 UTC+2   |                                            |                 |                 | Piteå Publik: 541 Domare: Sara Wiinikka (Svensbyn) | Piteå Publik: 541 Domare: Sara Wiinikka (Svensbyn) |

| 16          | 30 april 2017 | Linköpings FC               | 2 – 1           | Djurgårdens IF         | Linköping Arena                                      |                                                      |
| 16:00 UTC+2 | 16:00 UTC+2   | Jessica Samuelsson 73′, 90′ | (0 – 0) Rapport | 89′ (sjm.) Janni Arnth | Linköping Publik: 523 Domare: Laura Rapp (Stockholm) | Linköping Publik: 523 Domare: Laura Rapp (Stockholm) |
| 16:00 UTC+2 | 16:00 UTC+2   |                             |                 |                        | Linköping Publik: 523 Domare: Laura Rapp (Stockholm) | Linköping Publik: 523 Domare: Laura Rapp (Stockholm) |
| 16:00 UTC+2 | 16:00 UTC+2   |                             |                 |                        | Linköping Publik: 523 Domare: Laura Rapp (Stockholm) | Linköping Publik: 523 Domare: Laura Rapp (Stockholm) |

| 17          | 1 maj 2017  | Kopparbergs/Göteborg                      | 2 – 0           | Vittsjö GIK | Valhalla IP                                                 |                                                             |
| 17:00 UTC+2 | 17:00 UTC+2 | Beata Kollmats 40′ Pauline Hammarlund 71′ | (1 – 0) Rapport |             | Göteborg Publik: 626 Domare: Pernilla Larsson (Trollhättan) | Göteborg Publik: 626 Domare: Pernilla Larsson (Trollhättan) |
| 17:00 UTC+2 | 17:00 UTC+2 |                                           |                 |             | Göteborg Publik: 626 Domare: Pernilla Larsson (Trollhättan) | Göteborg Publik: 626 Domare: Pernilla Larsson (Trollhättan) |
| 17:00 UTC+2 | 17:00 UTC+2 |                                           |                 |             | Göteborg Publik: 626 Domare: Pernilla Larsson (Trollhättan) | Göteborg Publik: 626 Domare: Pernilla Larsson (Trollhättan) |

| 18          | 3 maj 2017  | Eskilstuna United                                              | 3 – 2           | FC Rosengård                      | Tunavallen                                               |                                                          |
| 19:00 UTC+2 | 19:00 UTC+2 | Mimmi Larsson 2′ Fiona Brown 26′ Glodis Perla Viggosdottir 54′ | (2 – 0) Rapport | 56′ Anja Mittag 88′ Lotta Schelin | Eskilstuna Publik: 2 876 Domare: Sara Persson (Rävlanda) | Eskilstuna Publik: 2 876 Domare: Sara Persson (Rävlanda) |
| 19:00 UTC+2 | 19:00 UTC+2 |                                                                |                 |                                   | Eskilstuna Publik: 2 876 Domare: Sara Persson (Rävlanda) | Eskilstuna Publik: 2 876 Domare: Sara Persson (Rävlanda) |
| 19:00 UTC+2 | 19:00 UTC+2 |                                                                |                 |                                   | Eskilstuna Publik: 2 876 Domare: Sara Persson (Rävlanda) | Eskilstuna Publik: 2 876 Domare: Sara Persson (Rävlanda) |

### Omgång 4
| 19          | 6 maj 2017  | Kristianstads DFF | 1 – 2           | Linköpings FC                       | Vilans IP                                                |                                                          |
| 15:00 UTC+2 | 15:00 UTC+2 | Amanda Edgren 67′ | (0 – 1) Rapport | 4′ Marija Banusic 88′ Tove Almqvist | Kristianstad Publik: 435 Domare: Sara Persson (Rävlanda) | Kristianstad Publik: 435 Domare: Sara Persson (Rävlanda) |
| 15:00 UTC+2 | 15:00 UTC+2 |                   |                 |                                     | Kristianstad Publik: 435 Domare: Sara Persson (Rävlanda) | Kristianstad Publik: 435 Domare: Sara Persson (Rävlanda) |
| 15:00 UTC+2 | 15:00 UTC+2 |                   |                 |                                     | Kristianstad Publik: 435 Domare: Sara Persson (Rävlanda) | Kristianstad Publik: 435 Domare: Sara Persson (Rävlanda) |

| 20          | 6 maj 2017  | Vittsjö GIK                     | 2 – 3           | Limhamn Bunkeflo                                                     | Vittsjö IP                                           |                                                      |
| 15:00 UTC+2 | 15:00 UTC+2 | Linda Sällström 29′ (str.), 51′ | (1 – 1) Rapport | 44′ Michaela Johnsson 50′ Anna Björk Kristjansdottir 79′ Mia Persson | Vittsjö Publik: 484 Domare: Lovisa Johansson (Grums) | Vittsjö Publik: 484 Domare: Lovisa Johansson (Grums) |
| 15:00 UTC+2 | 15:00 UTC+2 |                                 |                 |                                                                      | Vittsjö Publik: 484 Domare: Lovisa Johansson (Grums) | Vittsjö Publik: 484 Domare: Lovisa Johansson (Grums) |
| 15:00 UTC+2 | 15:00 UTC+2 |                                 |                 |                                                                      | Vittsjö Publik: 484 Domare: Lovisa Johansson (Grums) | Vittsjö Publik: 484 Domare: Lovisa Johansson (Grums) |

| 21          | 6 maj 2017  | Djurgårdens IF                                    | 1 – 2           | Kvarnsvedens IK            | Stockholms stadion                                  |                                                     |
| 16:00 UTC+2 | 16:00 UTC+2 | Michaela Wilhelmina Alida van den Bulk 22′ (str.) | (1 – 0) Rapport | 60′, 90+2′ Tabita Chawinga | Stockholm Publik: 344 Domare: Tess Olofsson (Malmö) | Stockholm Publik: 344 Domare: Tess Olofsson (Malmö) |
| 16:00 UTC+2 | 16:00 UTC+2 |                                                   |                 |                            | Stockholm Publik: 344 Domare: Tess Olofsson (Malmö) | Stockholm Publik: 344 Domare: Tess Olofsson (Malmö) |
| 16:00 UTC+2 | 16:00 UTC+2 |                                                   |                 |                            | Stockholm Publik: 344 Domare: Tess Olofsson (Malmö) | Stockholm Publik: 344 Domare: Tess Olofsson (Malmö) |

| 22          | 7 maj 2017  | FC Rosengård                                                                  | 5 – 0           | Kopparbergs/Göteborg | Malmö IP                                              |                                                       |
| 15:00 UTC+2 | 15:00 UTC+2 | Sanne Troelsgaard 39′ Lotta Schelin 43′ Ella Masar 47′, 66′ Lieke Martens 87′ | (2 – 0) Rapport |                      | Malmö Publik: 713 Domare: Malin Johansson (Stockholm) | Malmö Publik: 713 Domare: Malin Johansson (Stockholm) |
| 15:00 UTC+2 | 15:00 UTC+2 |                                                                               |                 |                      | Malmö Publik: 713 Domare: Malin Johansson (Stockholm) | Malmö Publik: 713 Domare: Malin Johansson (Stockholm) |
| 15:00 UTC+2 | 15:00 UTC+2 |                                                                               |                 |                      | Malmö Publik: 713 Domare: Malin Johansson (Stockholm) | Malmö Publik: 713 Domare: Malin Johansson (Stockholm) |

| 23          | 7 maj 2017  | Hammarby IF | 0 – 1           | Piteå IF           | Zinkensdamms IP                                              |                                                              |
| 18:00 UTC+2 | 18:00 UTC+2 |             | (0 – 1) Rapport | 24′ Ellen Löfqvist | Stockholm Publik: 561 Domare: Pernilla Larsson (Trollhättan) | Stockholm Publik: 561 Domare: Pernilla Larsson (Trollhättan) |
| 18:00 UTC+2 | 18:00 UTC+2 |             |                 |                    | Stockholm Publik: 561 Domare: Pernilla Larsson (Trollhättan) | Stockholm Publik: 561 Domare: Pernilla Larsson (Trollhättan) |
| 18:00 UTC+2 | 18:00 UTC+2 |             |                 |                    | Stockholm Publik: 561 Domare: Pernilla Larsson (Trollhättan) | Stockholm Publik: 561 Domare: Pernilla Larsson (Trollhättan) |

| 24          | 8 maj 2017  | Eskilstuna United                     | 2 – 1           | KIF Örebro      | Tunavallen                                                |                                                           |
| 19:00 UTC+2 | 19:00 UTC+2 | Petra Andersson 17′ Mimmi Larsson 41′ | (2 – 1) Rapport | 7′ Emma Jansson | Eskilstuna Publik: 1 139 Domare: Lovisa Johansson (Grums) | Eskilstuna Publik: 1 139 Domare: Lovisa Johansson (Grums) |
| 19:00 UTC+2 | 19:00 UTC+2 |                                       |                 |                 | Eskilstuna Publik: 1 139 Domare: Lovisa Johansson (Grums) | Eskilstuna Publik: 1 139 Domare: Lovisa Johansson (Grums) |
| 19:00 UTC+2 | 19:00 UTC+2 |                                       |                 |                 | Eskilstuna Publik: 1 139 Domare: Lovisa Johansson (Grums) | Eskilstuna Publik: 1 139 Domare: Lovisa Johansson (Grums) |

### Omgång 5
| 25          | 13 maj 2017 | Kvarnsvedens IK                    | 2 – 3           | Vittsjö GIK                                     | Ljungbergsplanen                                    |                                                     |
| 14:00 UTC+2 | 14:00 UTC+2 | Tabita Chawinga 40′ Armisa Kuc 79′ | (1 – 1) Rapport | 20′, 82′ (str.) Linda Sällström 53′ Emmi Alanen | Borlänge Publik: 512 Domare: Mohamed Nablsi (Gävle) | Borlänge Publik: 512 Domare: Mohamed Nablsi (Gävle) |
| 14:00 UTC+2 | 14:00 UTC+2 |                                    |                 |                                                 | Borlänge Publik: 512 Domare: Mohamed Nablsi (Gävle) | Borlänge Publik: 512 Domare: Mohamed Nablsi (Gävle) |
| 14:00 UTC+2 | 14:00 UTC+2 |                                    |                 |                                                 | Borlänge Publik: 512 Domare: Mohamed Nablsi (Gävle) | Borlänge Publik: 512 Domare: Mohamed Nablsi (Gävle) |

| 26          | 13 maj 2017 | Limhamn Bunkeflo | 0 – 3           | Eskilstuna United                                | Limhamns IP                                              |                                                          |
| 15:00 UTC+2 | 15:00 UTC+2 |                  | (0 – 2) Rapport | 24′, 41′ (str.) Olivia Schough 61′ Mimmi Larsson | Malmö Publik: 244 Domare: Pernilla Larsson (Trollhättan) | Malmö Publik: 244 Domare: Pernilla Larsson (Trollhättan) |
| 15:00 UTC+2 | 15:00 UTC+2 |                  |                 |                                                  | Malmö Publik: 244 Domare: Pernilla Larsson (Trollhättan) | Malmö Publik: 244 Domare: Pernilla Larsson (Trollhättan) |
| 15:00 UTC+2 | 15:00 UTC+2 |                  |                 |                                                  | Malmö Publik: 244 Domare: Pernilla Larsson (Trollhättan) | Malmö Publik: 244 Domare: Pernilla Larsson (Trollhättan) |

| 27          | 14 maj 2017 | Hammarby IF             | 1 – 0           | FC Rosengård | Zinkensdamms IP                                         |                                                         |
| 14:00 UTC+2 | 14:00 UTC+2 | Julia Zigiotti Olme 14′ | (1 – 0) Rapport |              | Stockholm Publik: 451 Domare: Camilla Eriksson (Hallen) | Stockholm Publik: 451 Domare: Camilla Eriksson (Hallen) |
| 14:00 UTC+2 | 14:00 UTC+2 |                         |                 |              | Stockholm Publik: 451 Domare: Camilla Eriksson (Hallen) | Stockholm Publik: 451 Domare: Camilla Eriksson (Hallen) |
| 14:00 UTC+2 | 14:00 UTC+2 |                         |                 |              | Stockholm Publik: 451 Domare: Camilla Eriksson (Hallen) | Stockholm Publik: 451 Domare: Camilla Eriksson (Hallen) |

| 28          | 14 maj 2017 | Kopparbergs/Göteborg                       | 2 – 2           | Piteå IF                              | Valhalla IP                                              |                                                          |
| 15:00 UTC+2 | 15:00 UTC+2 | Sarah Teegarden 69′ Pauline Hammarlund 72′ | (0 – 2) Rapport | 22′ Hanna Pettersson 44′ Lotta Ökvist | Göteborg Publik: 382 Domare: Malin Johansson (Stockholm) | Göteborg Publik: 382 Domare: Malin Johansson (Stockholm) |
| 15:00 UTC+2 | 15:00 UTC+2 |                                            |                 |                                       | Göteborg Publik: 382 Domare: Malin Johansson (Stockholm) | Göteborg Publik: 382 Domare: Malin Johansson (Stockholm) |
| 15:00 UTC+2 | 15:00 UTC+2 |                                            |                 |                                       | Göteborg Publik: 382 Domare: Malin Johansson (Stockholm) | Göteborg Publik: 382 Domare: Malin Johansson (Stockholm) |

| 29          | 14 maj 2017 | Djurgårdens IF                                                       | 2 – 1           | Kristianstads DFF    | Stockholms stadion                                     |                                                        |
| 16:00 UTC+2 | 16:00 UTC+2 | Michaela Wilhelmina Alida van den Bulk 22′ (str.) Katrin Schmidt 41′ | (2 – 0) Rapport | 57′ Therese Ivarsson | Stockholm Publik: 259 Domare: Lovisa Johansson (Grums) | Stockholm Publik: 259 Domare: Lovisa Johansson (Grums) |
| 16:00 UTC+2 | 16:00 UTC+2 |                                                                      |                 |                      | Stockholm Publik: 259 Domare: Lovisa Johansson (Grums) | Stockholm Publik: 259 Domare: Lovisa Johansson (Grums) |
| 16:00 UTC+2 | 16:00 UTC+2 |                                                                      |                 |                      | Stockholm Publik: 259 Domare: Lovisa Johansson (Grums) | Stockholm Publik: 259 Domare: Lovisa Johansson (Grums) |

| 30          | 15 maj 2017 | KIF Örebro          | 1 – 4           | Linköpings FC                                                  | Behrn Arena                                        |                                                    |
| 19:00 UTC+2 | 19:00 UTC+2 | Fanny Andersson 68′ | (0 – 2) Rapport | 27′ Emma Lennartsson 34′, 84′ Emmaliina Tulkki 61′ Lina Hurtig | Örebro Publik: 551 Domare: Sara Persson (Rävlanda) | Örebro Publik: 551 Domare: Sara Persson (Rävlanda) |
| 19:00 UTC+2 | 19:00 UTC+2 |                     |                 |                                                                | Örebro Publik: 551 Domare: Sara Persson (Rävlanda) | Örebro Publik: 551 Domare: Sara Persson (Rävlanda) |
| 19:00 UTC+2 | 19:00 UTC+2 |                     |                 |                                                                | Örebro Publik: 551 Domare: Sara Persson (Rävlanda) | Örebro Publik: 551 Domare: Sara Persson (Rävlanda) |

### Omgång 6
| 31          | 20 maj 2017 | Limhamn Bunkeflo                           | 2 – 1           | Djurgårdens IF   | Limhamns IP                                       |                                                   |
| 13:00 UTC+2 | 13:00 UTC+2 | Michaela Johnsson 38′ Cecilia Pedersen 54′ | (1 – 0) Rapport | 76′ Mia Jalkerud | Malmö Publik: 258 Domare: Sara Persson (Rävlanda) | Malmö Publik: 258 Domare: Sara Persson (Rävlanda) |
| 13:00 UTC+2 | 13:00 UTC+2 |                                            |                 |                  | Malmö Publik: 258 Domare: Sara Persson (Rävlanda) | Malmö Publik: 258 Domare: Sara Persson (Rävlanda) |
| 13:00 UTC+2 | 13:00 UTC+2 |                                            |                 |                  | Malmö Publik: 258 Domare: Sara Persson (Rävlanda) | Malmö Publik: 258 Domare: Sara Persson (Rävlanda) |

| 32          | 20 maj 2017 | Kristianstads DFF | 0 – 0           | Hammarby IF | Vilans IP                                              |                                                        |
| 14:00 UTC+2 | 14:00 UTC+2 |                   | (0 – 0) Rapport |             | Kristianstad Publik: 478 Domare: Tess Olofsson (Malmö) | Kristianstad Publik: 478 Domare: Tess Olofsson (Malmö) |
| 14:00 UTC+2 | 14:00 UTC+2 |                   |                 |             | Kristianstad Publik: 478 Domare: Tess Olofsson (Malmö) | Kristianstad Publik: 478 Domare: Tess Olofsson (Malmö) |
| 14:00 UTC+2 | 14:00 UTC+2 |                   |                 |             | Kristianstad Publik: 478 Domare: Tess Olofsson (Malmö) | Kristianstad Publik: 478 Domare: Tess Olofsson (Malmö) |

| 33          | 20 maj 2017 | Kvarnsvedens IK               | 3 – 1           | KIF Örebro          | Ljungbergsplanen                                       |                                                        |
| 14:00 UTC+2 | 14:00 UTC+2 | Tabita Chawinga 10′, 15′, 82′ | (2 – 0) Rapport | 47′ Julia Spetsmark | Borlänge Publik: 363 Domare: Camilla Eriksson (Hallen) | Borlänge Publik: 363 Domare: Camilla Eriksson (Hallen) |
| 14:00 UTC+2 | 14:00 UTC+2 |                               |                 |                     | Borlänge Publik: 363 Domare: Camilla Eriksson (Hallen) | Borlänge Publik: 363 Domare: Camilla Eriksson (Hallen) |
| 14:00 UTC+2 | 14:00 UTC+2 |                               |                 |                     | Borlänge Publik: 363 Domare: Camilla Eriksson (Hallen) | Borlänge Publik: 363 Domare: Camilla Eriksson (Hallen) |

| 34          | 20 maj 2017 | Linköpings FC | 0 – 3           | FC Rosengård                                     | Linköping Arena                                             |                                                             |
| 15:00 UTC+2 | 15:00 UTC+2 |               | (0 – 3) Rapport | 4′ Lieke Martens 5′ Lotta Schelin 34′ Ella Masar | Linköping Publik: 2 105 Domare: Malin Johansson (Stockholm) | Linköping Publik: 2 105 Domare: Malin Johansson (Stockholm) |
| 15:00 UTC+2 | 15:00 UTC+2 |               |                 |                                                  | Linköping Publik: 2 105 Domare: Malin Johansson (Stockholm) | Linköping Publik: 2 105 Domare: Malin Johansson (Stockholm) |
| 15:00 UTC+2 | 15:00 UTC+2 |               |                 |                                                  | Linköping Publik: 2 105 Domare: Malin Johansson (Stockholm) | Linköping Publik: 2 105 Domare: Malin Johansson (Stockholm) |

| 35          | 20 maj 2017 | Kopparbergs/Göteborg | 0 – 1           | Eskilstuna United  | Valhalla IP                                                 |                                                             |
| 16:00 UTC+2 | 16:00 UTC+2 |                      | (0 – 0) Rapport | 47′ Olivia Schough | Göteborg Publik: 474 Domare: Pernilla Larsson (Trollhättan) | Göteborg Publik: 474 Domare: Pernilla Larsson (Trollhättan) |
| 16:00 UTC+2 | 16:00 UTC+2 |                      |                 |                    | Göteborg Publik: 474 Domare: Pernilla Larsson (Trollhättan) | Göteborg Publik: 474 Domare: Pernilla Larsson (Trollhättan) |
| 16:00 UTC+2 | 16:00 UTC+2 |                      |                 |                    | Göteborg Publik: 474 Domare: Pernilla Larsson (Trollhättan) | Göteborg Publik: 474 Domare: Pernilla Larsson (Trollhättan) |

| 36          | 21 maj 2017 | Piteå IF                              | 2 – 1           | Vittsjö GIK         | LF Arena                                             |                                                      |
| 14:00 UTC+2 | 14:00 UTC+2 | Julia Karlenäs 73′ Nina Jakobsson 79′ | (0 – 0) Rapport | 72′ Linda Sällström | Piteå Publik: 1 224 Domare: Lovisa Johansson (Grums) | Piteå Publik: 1 224 Domare: Lovisa Johansson (Grums) |
| 14:00 UTC+2 | 14:00 UTC+2 |                                       |                 |                     | Piteå Publik: 1 224 Domare: Lovisa Johansson (Grums) | Piteå Publik: 1 224 Domare: Lovisa Johansson (Grums) |
| 14:00 UTC+2 | 14:00 UTC+2 |                                       |                 |                     | Piteå Publik: 1 224 Domare: Lovisa Johansson (Grums) | Piteå Publik: 1 224 Domare: Lovisa Johansson (Grums) |

### Omgång 7
| 37          | 24 maj 2017 | Eskilstuna United                                | 4 – 1           | Kvarnsvedens IK     | Tunavallen                                              |                                                         |
| 19:00 UTC+2 | 19:00 UTC+2 | Mimmi Larsson 28′, 72′, 90+1′ Olivia Schough 41′ | (2 – 0) Rapport | 87′ Tabita Chawinga | Eskilstuna Publik: 2 369 Domare: Laura Rapp (Stockholm) | Eskilstuna Publik: 2 369 Domare: Laura Rapp (Stockholm) |
| 19:00 UTC+2 | 19:00 UTC+2 |                                                  |                 |                     | Eskilstuna Publik: 2 369 Domare: Laura Rapp (Stockholm) | Eskilstuna Publik: 2 369 Domare: Laura Rapp (Stockholm) |
| 19:00 UTC+2 | 19:00 UTC+2 |                                                  |                 |                     | Eskilstuna Publik: 2 369 Domare: Laura Rapp (Stockholm) | Eskilstuna Publik: 2 369 Domare: Laura Rapp (Stockholm) |

| 38          | 24 maj 2017 | Linköpings FC                                          | 5 – 1           | Kopparbergs/Göteborg  | Linköping Arena                                       |                                                       |
| 19:00 UTC+2 | 19:00 UTC+2 | Maja Kildemoes 8′, 45+1′, 75′, 89′ Jonna Andersson 64′ | (2 – 0) Rapport | 49′ Rebecka Blomqvist | Linköping Publik: 562 Domare: Sara Persson (Rävlanda) | Linköping Publik: 562 Domare: Sara Persson (Rävlanda) |
| 19:00 UTC+2 | 19:00 UTC+2 |                                                        |                 |                       | Linköping Publik: 562 Domare: Sara Persson (Rävlanda) | Linköping Publik: 562 Domare: Sara Persson (Rävlanda) |
| 19:00 UTC+2 | 19:00 UTC+2 |                                                        |                 |                       | Linköping Publik: 562 Domare: Sara Persson (Rävlanda) | Linköping Publik: 562 Domare: Sara Persson (Rävlanda) |

| 39          | 25 maj 2017 | Vittsjö GIK                                     | 4 – 1           | Djurgårdens IF   | Vittsjö IP                                                 |                                                            |
| 14:00 UTC+2 | 14:00 UTC+2 | Linda Sällström 7′, 9′, 16′ Clara Markstedt 86′ | (3 – 0) Rapport | 49′ Mia Jalkerud | Vittsjö Publik: 641 Domare: Pernilla Larsson (Trollhättan) | Vittsjö Publik: 641 Domare: Pernilla Larsson (Trollhättan) |
| 14:00 UTC+2 | 14:00 UTC+2 |                                                 |                 |                  | Vittsjö Publik: 641 Domare: Pernilla Larsson (Trollhättan) | Vittsjö Publik: 641 Domare: Pernilla Larsson (Trollhättan) |
| 14:00 UTC+2 | 14:00 UTC+2 |                                                 |                 |                  | Vittsjö Publik: 641 Domare: Pernilla Larsson (Trollhättan) | Vittsjö Publik: 641 Domare: Pernilla Larsson (Trollhättan) |

| 40          | 25 maj 2017 | Hammarby IF     | 1 – 2           | Limhamn Bunkeflo                      | Zinkensdamms IP                                        |                                                        |
| 15:00 UTC+2 | 15:00 UTC+2 | Olga Ekblom 49′ | (0 – 2) Rapport | 20′ Michaela Johnsson 39′ Mia Persson | Stockholm Publik: 647 Domare: Sara Wiinikka (Svensbyn) | Stockholm Publik: 647 Domare: Sara Wiinikka (Svensbyn) |
| 15:00 UTC+2 | 15:00 UTC+2 |                 |                 |                                       | Stockholm Publik: 647 Domare: Sara Wiinikka (Svensbyn) | Stockholm Publik: 647 Domare: Sara Wiinikka (Svensbyn) |
| 15:00 UTC+2 | 15:00 UTC+2 |                 |                 |                                       | Stockholm Publik: 647 Domare: Sara Wiinikka (Svensbyn) | Stockholm Publik: 647 Domare: Sara Wiinikka (Svensbyn) |

| 41          | 25 maj 2017 | FC Rosengård                       | 2 – 2           | KIF Örebro            | Malmö IP                                        |                                                 |
| 19:00 UTC+2 | 19:00 UTC+2 | Lina Nilsson 63′ Lotta Schelin 81′ | (0 – 1) Rapport | 14′, 85′ Emma Jansson | Malmö Publik: 637 Domare: Tess Olofsson (Malmö) | Malmö Publik: 637 Domare: Tess Olofsson (Malmö) |
| 19:00 UTC+2 | 19:00 UTC+2 |                                    |                 |                       | Malmö Publik: 637 Domare: Tess Olofsson (Malmö) | Malmö Publik: 637 Domare: Tess Olofsson (Malmö) |
| 19:00 UTC+2 | 19:00 UTC+2 |                                    |                 |                       | Malmö Publik: 637 Domare: Tess Olofsson (Malmö) | Malmö Publik: 637 Domare: Tess Olofsson (Malmö) |

| 42          | 25 maj 2017 | Kristianstads DFF   | 1 – 0           | Piteå IF | Vilans IP                                                 |                                                           |
| 19:00 UTC+2 | 19:00 UTC+2 | Hanna Sandström 57′ | (0 – 0) Rapport |          | Kristianstad Publik: 516 Domare: Lovisa Johansson (Grums) | Kristianstad Publik: 516 Domare: Lovisa Johansson (Grums) |
| 19:00 UTC+2 | 19:00 UTC+2 |                     |                 |          | Kristianstad Publik: 516 Domare: Lovisa Johansson (Grums) | Kristianstad Publik: 516 Domare: Lovisa Johansson (Grums) |
| 19:00 UTC+2 | 19:00 UTC+2 |                     |                 |          | Kristianstad Publik: 516 Domare: Lovisa Johansson (Grums) | Kristianstad Publik: 516 Domare: Lovisa Johansson (Grums) |

### Omgång 8
| 43          | 31 maj 2017 | Djurgårdens IF           | 1 – 0           | Eskilstuna United | Stockholms stadion                                     |                                                        |
| 19:00 UTC+2 | 19:00 UTC+2 | Tempest-Marie Norlin 67′ | (0 – 0) Rapport |                   | Stockholm Publik: 327 Domare: Sara Wiinikka (Svensbyn) | Stockholm Publik: 327 Domare: Sara Wiinikka (Svensbyn) |
| 19:00 UTC+2 | 19:00 UTC+2 |                          |                 |                   | Stockholm Publik: 327 Domare: Sara Wiinikka (Svensbyn) | Stockholm Publik: 327 Domare: Sara Wiinikka (Svensbyn) |
| 19:00 UTC+2 | 19:00 UTC+2 |                          |                 |                   | Stockholm Publik: 327 Domare: Sara Wiinikka (Svensbyn) | Stockholm Publik: 327 Domare: Sara Wiinikka (Svensbyn) |

| 44          | 3 juni 2017 | Kvarnsvedens IK                                                     | 5 – 0           | Limhamn Bunkeflo | Ljungbergsplanen                                         |                                                          |
| 13:00 UTC+2 | 13:00 UTC+2 | Lova Lundin 16′ Agnes Dahlström 29′ Tabita Chawinga 36′, 46′, 90+4′ | (3 – 0) Rapport |                  | Borlänge Publik: 460 Domare: Malin Johansson (Stockholm) | Borlänge Publik: 460 Domare: Malin Johansson (Stockholm) |
| 13:00 UTC+2 | 13:00 UTC+2 |                                                                     |                 |                  | Borlänge Publik: 460 Domare: Malin Johansson (Stockholm) | Borlänge Publik: 460 Domare: Malin Johansson (Stockholm) |
| 13:00 UTC+2 | 13:00 UTC+2 |                                                                     |                 |                  | Borlänge Publik: 460 Domare: Malin Johansson (Stockholm) | Borlänge Publik: 460 Domare: Malin Johansson (Stockholm) |

| 45          | 4 juni 2017 | KIF Örebro | 0 – 0           | Vittsjö GIK | Behrn Arena                                   |                                               |
| 14:00 UTC+2 | 14:00 UTC+2 |            | (0 – 0) Rapport |             | Örebro Publik: 390 Domare: Laura Rapp (Årsta) | Örebro Publik: 390 Domare: Laura Rapp (Årsta) |
| 14:00 UTC+2 | 14:00 UTC+2 |            |                 |             | Örebro Publik: 390 Domare: Laura Rapp (Årsta) | Örebro Publik: 390 Domare: Laura Rapp (Årsta) |
| 14:00 UTC+2 | 14:00 UTC+2 |            |                 |             | Örebro Publik: 390 Domare: Laura Rapp (Årsta) | Örebro Publik: 390 Domare: Laura Rapp (Årsta) |

| 46          | 4 juni 2017 | Piteå IF | 0 – 1           | Linköpings FC  | LF Arena                                            |                                                     |
| 15:00 UTC+2 | 15:00 UTC+2 |          | (0 – 1) Rapport | 3′ Janni Arnth | Piteå Publik: 942 Domare: Camilla Eriksson (Hallen) | Piteå Publik: 942 Domare: Camilla Eriksson (Hallen) |
| 15:00 UTC+2 | 15:00 UTC+2 |          |                 |                | Piteå Publik: 942 Domare: Camilla Eriksson (Hallen) | Piteå Publik: 942 Domare: Camilla Eriksson (Hallen) |
| 15:00 UTC+2 | 15:00 UTC+2 |          |                 |                | Piteå Publik: 942 Domare: Camilla Eriksson (Hallen) | Piteå Publik: 942 Domare: Camilla Eriksson (Hallen) |

| 47          | 4 juni 2017 | FC Rosengård    | 1 – 0           | Kristianstads DFF | Malmö IP                                                 |                                                          |
| 15:00 UTC+2 | 15:00 UTC+2 | Anja Mittag 84′ | (0 – 0) Rapport |                   | Malmö Publik: 627 Domare: Pernilla Larsson (Trollhättan) | Malmö Publik: 627 Domare: Pernilla Larsson (Trollhättan) |
| 15:00 UTC+2 | 15:00 UTC+2 |                 |                 |                   | Malmö Publik: 627 Domare: Pernilla Larsson (Trollhättan) | Malmö Publik: 627 Domare: Pernilla Larsson (Trollhättan) |
| 15:00 UTC+2 | 15:00 UTC+2 |                 |                 |                   | Malmö Publik: 627 Domare: Pernilla Larsson (Trollhättan) | Malmö Publik: 627 Domare: Pernilla Larsson (Trollhättan) |

| 48          | 4 juni 2017 | Kopparbergs/Göteborg                                         | 3 – 3           | Hammarby IF                                                   | Valhalla IP                                           |                                                       |
| 15:00 UTC+2 | 15:00 UTC+2 | Beata Kollmats 3′ Nathalie Persson 24′ Rebecka Blomqvist 32′ | (3 – 0) Rapport | 46′ Filippa Angeldal 57′ Elena Sadiku 65′ Julia Zigiotti Olme | Göteborg Publik: 325 Domare: Lovisa Johansson (Grums) | Göteborg Publik: 325 Domare: Lovisa Johansson (Grums) |
| 15:00 UTC+2 | 15:00 UTC+2 |                                                              |                 |                                                               | Göteborg Publik: 325 Domare: Lovisa Johansson (Grums) | Göteborg Publik: 325 Domare: Lovisa Johansson (Grums) |
| 15:00 UTC+2 | 15:00 UTC+2 |                                                              |                 |                                                               | Göteborg Publik: 325 Domare: Lovisa Johansson (Grums) | Göteborg Publik: 325 Domare: Lovisa Johansson (Grums) |

### Omgång 9
| 49          | 17 juni 2017 | Limhamn Bunkeflo                    | 2 – 0           | KIF Örebro | Limhamns IP                                       |                                                   |
| 15:00 UTC+2 | 15:00 UTC+2  | Eveline Parikka 75′ Mia Persson 77′ | (0 – 0) Rapport |            | Malmö Publik: 256 Domare: Sara Persson (Rävlanda) | Malmö Publik: 256 Domare: Sara Persson (Rävlanda) |
| 15:00 UTC+2 | 15:00 UTC+2  |                                     |                 |            | Malmö Publik: 256 Domare: Sara Persson (Rävlanda) | Malmö Publik: 256 Domare: Sara Persson (Rävlanda) |
| 15:00 UTC+2 | 15:00 UTC+2  |                                     |                 |            | Malmö Publik: 256 Domare: Sara Persson (Rävlanda) | Malmö Publik: 256 Domare: Sara Persson (Rävlanda) |

| 50          | 18 juni 2017 | Kristianstads DFF                                                               | 5 – 2           | Kopparbergs/Göteborg        | Vilans IP                                                  |                                                            |
| 15:00 UTC+2 | 15:00 UTC+2  | Amanda Edgren 14′ Hanna Sandström 35′, 62′ Ogonna Chukwudi 76′ Rebecka Holm 87′ | (2 – 1) Rapport | 33′, 85′ Pauline Hammarlund | Kristianstad Publik: 487 Domare: Camilla Eriksson (Hallen) | Kristianstad Publik: 487 Domare: Camilla Eriksson (Hallen) |
| 15:00 UTC+2 | 15:00 UTC+2  |                                                                                 |                 |                             | Kristianstad Publik: 487 Domare: Camilla Eriksson (Hallen) | Kristianstad Publik: 487 Domare: Camilla Eriksson (Hallen) |
| 15:00 UTC+2 | 15:00 UTC+2  |                                                                                 |                 |                             | Kristianstad Publik: 487 Domare: Camilla Eriksson (Hallen) | Kristianstad Publik: 487 Domare: Camilla Eriksson (Hallen) |

| 51          | 18 juni 2017 | Vittsjö GIK | 0 – 3           | FC Rosengård                                       | Vittsjö IP                                              |                                                         |
| 15:00 UTC+2 | 15:00 UTC+2  |             | (0 – 2) Rapport | 10′ Lieke Martens 14′ Lotta Schelin 70′ Ella Masar | Vittsjö Publik: 946 Domare: Malin Johansson (Stockholm) | Vittsjö Publik: 946 Domare: Malin Johansson (Stockholm) |
| 15:00 UTC+2 | 15:00 UTC+2  |             |                 |                                                    | Vittsjö Publik: 946 Domare: Malin Johansson (Stockholm) | Vittsjö Publik: 946 Domare: Malin Johansson (Stockholm) |
| 15:00 UTC+2 | 15:00 UTC+2  |             |                 |                                                    | Vittsjö Publik: 946 Domare: Malin Johansson (Stockholm) | Vittsjö Publik: 946 Domare: Malin Johansson (Stockholm) |

| 52          | 18 juni 2017 | Eskilstuna United | 0 – 1           | Piteå IF           | Tunavallen                                                |                                                           |
| 16:00 UTC+2 | 16:00 UTC+2  |                   | (0 – 0) Rapport | 75′ Nina Jakobsson | Eskilstuna Publik: 2 182 Domare: Lovisa Johansson (Grums) | Eskilstuna Publik: 2 182 Domare: Lovisa Johansson (Grums) |
| 16:00 UTC+2 | 16:00 UTC+2  |                   |                 |                    | Eskilstuna Publik: 2 182 Domare: Lovisa Johansson (Grums) | Eskilstuna Publik: 2 182 Domare: Lovisa Johansson (Grums) |
| 16:00 UTC+2 | 16:00 UTC+2  |                   |                 |                    | Eskilstuna Publik: 2 182 Domare: Lovisa Johansson (Grums) | Eskilstuna Publik: 2 182 Domare: Lovisa Johansson (Grums) |

| 53          | 18 juni 2017 | Linköpings FC                                                   | 3 – 2           | Kvarnsvedens IK          | Linköping Arena                                     |                                                     |
| 16:00 UTC+2 | 16:00 UTC+2  | Marija Banusic 8′ Johanna Axfeldt 51′ (sjm.) Kristine Minde 60′ | (1 – 1) Rapport | 41′, 62′ Tabita Chawinga | Linköping Publik: 876 Domare: Tess Olofsson (Malmö) | Linköping Publik: 876 Domare: Tess Olofsson (Malmö) |
| 16:00 UTC+2 | 16:00 UTC+2  |                                                                 |                 |                          | Linköping Publik: 876 Domare: Tess Olofsson (Malmö) | Linköping Publik: 876 Domare: Tess Olofsson (Malmö) |
| 16:00 UTC+2 | 16:00 UTC+2  |                                                                 |                 |                          | Linköping Publik: 876 Domare: Tess Olofsson (Malmö) | Linköping Publik: 876 Domare: Tess Olofsson (Malmö) |

| 54          | 18 juni 2017 | Hammarby IF | 0 – 2           | Djurgårdens IF                            | Zinkensdamms IP                                                |                                                                |
| 17:00 UTC+2 | 17:00 UTC+2  |             | (0 – 0) Rapport | 55′ Mia Jalkerud 64′ Tempest-Marie Norlin | Stockholm Publik: 2 137 Domare: Pernilla Larsson (Trollhättan) | Stockholm Publik: 2 137 Domare: Pernilla Larsson (Trollhättan) |
| 17:00 UTC+2 | 17:00 UTC+2  |             |                 |                                           | Stockholm Publik: 2 137 Domare: Pernilla Larsson (Trollhättan) | Stockholm Publik: 2 137 Domare: Pernilla Larsson (Trollhättan) |
| 17:00 UTC+2 | 17:00 UTC+2  |             |                 |                                           | Stockholm Publik: 2 137 Domare: Pernilla Larsson (Trollhättan) | Stockholm Publik: 2 137 Domare: Pernilla Larsson (Trollhättan) |

### Omgång 10
| 55          | 22 juni 2017 | Djurgårdens IF                                      | 2 – 0           | Kopparbergs/Göteborg | Stockholms stadion                                  |                                                     |
| 17:30 UTC+2 | 17:30 UTC+2  | Sheila van den Bulk 29′ Johanna Rytting Kaneryd 79′ | (1 – 0) Rapport |                      | Stockholm Publik: 204 Domare: Tess Olofsson (Malmö) | Stockholm Publik: 204 Domare: Tess Olofsson (Malmö) |
| 17:30 UTC+2 | 17:30 UTC+2  |                                                     |                 |                      | Stockholm Publik: 204 Domare: Tess Olofsson (Malmö) | Stockholm Publik: 204 Domare: Tess Olofsson (Malmö) |
| 17:30 UTC+2 | 17:30 UTC+2  |                                                     |                 |                      | Stockholm Publik: 204 Domare: Tess Olofsson (Malmö) | Stockholm Publik: 204 Domare: Tess Olofsson (Malmö) |

| 56          | 25 juni 2017 | KIF Örebro | 0 – 0           | Piteå IF | Behrn Arena                                              |                                                          |
| 14:00 UTC+2 | 14:00 UTC+2  |            | (0 – 0) Rapport |          | Örebro Publik: 396 Domare: Alexander Pavlovic (Göteborg) | Örebro Publik: 396 Domare: Alexander Pavlovic (Göteborg) |
| 14:00 UTC+2 | 14:00 UTC+2  |            |                 |          | Örebro Publik: 396 Domare: Alexander Pavlovic (Göteborg) | Örebro Publik: 396 Domare: Alexander Pavlovic (Göteborg) |
| 14:00 UTC+2 | 14:00 UTC+2  |            |                 |          | Örebro Publik: 396 Domare: Alexander Pavlovic (Göteborg) | Örebro Publik: 396 Domare: Alexander Pavlovic (Göteborg) |

| 57          | 25 juni 2017 | Vittsjö GIK | 0 – 2           | Linköpings FC                         | Linköping Arena                                              |                                                              |
| 15:00 UTC+2 | 15:00 UTC+2  |             | (0 – 1) Rapport | 33′ Marija Banusic 46′ Kristine Minde | Linköping Publik: 513 Domare: Pernilla Larsson (Trollhättan) | Linköping Publik: 513 Domare: Pernilla Larsson (Trollhättan) |
| 15:00 UTC+2 | 15:00 UTC+2  |             |                 |                                       | Linköping Publik: 513 Domare: Pernilla Larsson (Trollhättan) | Linköping Publik: 513 Domare: Pernilla Larsson (Trollhättan) |
| 15:00 UTC+2 | 15:00 UTC+2  |             |                 |                                       | Linköping Publik: 513 Domare: Pernilla Larsson (Trollhättan) | Linköping Publik: 513 Domare: Pernilla Larsson (Trollhättan) |

| 58          | 25 juni 2017 | Kvarnsvedens IK                            | 3 – 3           | Hammarby IF                                                   | Ljungbergsplanen                                |                                                 |
| 16:00 UTC+2 | 16:00 UTC+2  | Tabitha Chawinga 39′, 57′ Julia Roddar 53′ | (1 – 3) Rapport | 8′ Alexandra Lindberg 15′ Olga Ekblom 22′ Julia Zigiotti Olme | Borlänge Publik: 778 Domare: Laura Rapp (Årsta) | Borlänge Publik: 778 Domare: Laura Rapp (Årsta) |
| 16:00 UTC+2 | 16:00 UTC+2  |                                            |                 |                                                               | Borlänge Publik: 778 Domare: Laura Rapp (Årsta) | Borlänge Publik: 778 Domare: Laura Rapp (Årsta) |
| 16:00 UTC+2 | 16:00 UTC+2  |                                            |                 |                                                               | Borlänge Publik: 778 Domare: Laura Rapp (Årsta) | Borlänge Publik: 778 Domare: Laura Rapp (Årsta) |

| 59          | 25 juni 2017 | Kristianstads DFF    | 1 – 1           | Eskilstuna United         | Vilans IP                                                    |                                                              |
| 17:00 UTC+2 | 17:00 UTC+2  | Therese Ivarsson 55′ | (0 – 1) Rapport | 40′ (sjm.) Sif Atladóttir | Kristianstad Publik: 575 Domare: Malin Johansson (Stockholm) | Kristianstad Publik: 575 Domare: Malin Johansson (Stockholm) |
| 17:00 UTC+2 | 17:00 UTC+2  |                      |                 |                           | Kristianstad Publik: 575 Domare: Malin Johansson (Stockholm) | Kristianstad Publik: 575 Domare: Malin Johansson (Stockholm) |
| 17:00 UTC+2 | 17:00 UTC+2  |                      |                 |                           | Kristianstad Publik: 575 Domare: Malin Johansson (Stockholm) | Kristianstad Publik: 575 Domare: Malin Johansson (Stockholm) |

| 60          | 26 juni 2017 | FC Rosengård                           | 3 – 0           | Limhamn Bunkeflo | Malmö IP                                             |                                                      |
| 18:30 UTC+2 | 18:30 UTC+2  | Lieke Martens 20′, 44′ Iva Landeka 89′ | (2 – 0) Rapport |                  | Malmö Publik: 3 307 Domare: Lovisa Johansson (Grums) | Malmö Publik: 3 307 Domare: Lovisa Johansson (Grums) |
| 18:30 UTC+2 | 18:30 UTC+2  |                                        |                 |                  | Malmö Publik: 3 307 Domare: Lovisa Johansson (Grums) | Malmö Publik: 3 307 Domare: Lovisa Johansson (Grums) |
| 18:30 UTC+2 | 18:30 UTC+2  |                                        |                 |                  | Malmö Publik: 3 307 Domare: Lovisa Johansson (Grums) | Malmö Publik: 3 307 Domare: Lovisa Johansson (Grums) |

### Omgång 11
| 61          | 28 juni 2017 | Djurgårdens IF           | 1 – 2           | KIF Örebro                          | Stockholms stadion                                      |                                                         |
| 19:00 UTC+2 | 19:00 UTC+2  | Tempest-Marie Norlin 54′ | (0 – 1) Rapport | 45′ Fanny Andersson 85′ Hanna Terry | Stockholm Publik: 326 Domare: Camilla Eriksson (Hallen) | Stockholm Publik: 326 Domare: Camilla Eriksson (Hallen) |
| 19:00 UTC+2 | 19:00 UTC+2  |                          |                 |                                     | Stockholm Publik: 326 Domare: Camilla Eriksson (Hallen) | Stockholm Publik: 326 Domare: Camilla Eriksson (Hallen) |
| 19:00 UTC+2 | 19:00 UTC+2  |                          |                 |                                     | Stockholm Publik: 326 Domare: Camilla Eriksson (Hallen) | Stockholm Publik: 326 Domare: Camilla Eriksson (Hallen) |

| 62          | 29 juni 2017 | Eskilstuna United | 0 – 2           | Linköpings FC                     | Tunavallen                                                      |                                                                 |
| 19:00 UTC+2 | 19:00 UTC+2  |                   | (0 – 2) Rapport | 11′ Tove Almqvist 23′ Lina Hurtig | Eskilstuna Publik: 2 325 Domare: Pernilla Larsson (Trollhättan) | Eskilstuna Publik: 2 325 Domare: Pernilla Larsson (Trollhättan) |
| 19:00 UTC+2 | 19:00 UTC+2  |                   |                 |                                   | Eskilstuna Publik: 2 325 Domare: Pernilla Larsson (Trollhättan) | Eskilstuna Publik: 2 325 Domare: Pernilla Larsson (Trollhättan) |
| 19:00 UTC+2 | 19:00 UTC+2  |                   |                 |                                   | Eskilstuna Publik: 2 325 Domare: Pernilla Larsson (Trollhättan) | Eskilstuna Publik: 2 325 Domare: Pernilla Larsson (Trollhättan) |

| 63          | 29 juni 2017 | Piteå IF | 0 – 2           | FC Rosengård                        | LF Arena                                          |                                                   |
| 19:00 UTC+2 | 19:00 UTC+2  |          | (0 – 2) Rapport | 3′ Sanne Troelsgaard 33′ Ella Masar | Piteå Publik: 4 122 Domare: Tess Olofsson (Malmö) | Piteå Publik: 4 122 Domare: Tess Olofsson (Malmö) |
| 19:00 UTC+2 | 19:00 UTC+2  |          |                 |                                     | Piteå Publik: 4 122 Domare: Tess Olofsson (Malmö) | Piteå Publik: 4 122 Domare: Tess Olofsson (Malmö) |
| 19:00 UTC+2 | 19:00 UTC+2  |          |                 |                                     | Piteå Publik: 4 122 Domare: Tess Olofsson (Malmö) | Piteå Publik: 4 122 Domare: Tess Olofsson (Malmö) |

| 64          | 29 juni 2017 | Kopparbergs/Göteborg                      | 2 – 5           | Limhamn Bunkeflo                                                                                | Valhalla IP                                              |                                                          |
| 19:00 UTC+2 | 19:00 UTC+2  | Pauline Hammarlund 45′ Elin Rubensson 81′ | (1 – 2) Rapport | 3′ Anna Björk Kristjansdottir 32′ Michael Johnsson 56′, 66′ Malin Winberg 79′ (str.) Anna Welin | Göteborg Publik: 342 Domare: Malin Johansson (Stockholm) | Göteborg Publik: 342 Domare: Malin Johansson (Stockholm) |
| 19:00 UTC+2 | 19:00 UTC+2  |                                           |                 |                                                                                                 | Göteborg Publik: 342 Domare: Malin Johansson (Stockholm) | Göteborg Publik: 342 Domare: Malin Johansson (Stockholm) |
| 19:00 UTC+2 | 19:00 UTC+2  |                                           |                 |                                                                                                 | Göteborg Publik: 342 Domare: Malin Johansson (Stockholm) | Göteborg Publik: 342 Domare: Malin Johansson (Stockholm) |

| 65          | 29 juni 2017 | Hammarby IF                             | 2 – 0           | Vittsjö GIK | Zinkensdamms IP                                        |                                                        |
| 19:00 UTC+2 | 19:00 UTC+2  | Olga Ekblom 52′ Julia Zigiotti Olme 75′ | (0 – 0) Rapport |             | Stockholm Publik: 411 Domare: Sara Wiinikka (Svensbyn) | Stockholm Publik: 411 Domare: Sara Wiinikka (Svensbyn) |
| 19:00 UTC+2 | 19:00 UTC+2  |                                         |                 |             | Stockholm Publik: 411 Domare: Sara Wiinikka (Svensbyn) | Stockholm Publik: 411 Domare: Sara Wiinikka (Svensbyn) |
| 19:00 UTC+2 | 19:00 UTC+2  |                                         |                 |             | Stockholm Publik: 411 Domare: Sara Wiinikka (Svensbyn) | Stockholm Publik: 411 Domare: Sara Wiinikka (Svensbyn) |

| 66          | 30 juni 2017 | Kvarnsvedens IK           | 1 – 2           | Kristianstads DFF                       | Ljungbergsplanen                                       |                                                        |
| 18:00 UTC+2 | 18:00 UTC+2  | Elizabeth Addo 85′ (str.) | (0 – 1) Rapport | 11′ Ogonna Chukwudi 90+5′ Amanda Edgren | Borlänge Publik: 675 Domare: Ozan Camlibel (Stockholm) | Borlänge Publik: 675 Domare: Ozan Camlibel (Stockholm) |
| 18:00 UTC+2 | 18:00 UTC+2  |                           |                 |                                         | Borlänge Publik: 675 Domare: Ozan Camlibel (Stockholm) | Borlänge Publik: 675 Domare: Ozan Camlibel (Stockholm) |
| 18:00 UTC+2 | 18:00 UTC+2  |                           |                 |                                         | Borlänge Publik: 675 Domare: Ozan Camlibel (Stockholm) | Borlänge Publik: 675 Domare: Ozan Camlibel (Stockholm) |

### Omgång 12
| 67          | 17 augusti 2017 | Piteå IF | 0 – 1           | Kopparbergs/Göteborg | LF Arena                                       |                                                |
| 19:00 UTC+2 | 19:00 UTC+2     |          | (0 – 0) Rapport | 78′ Adelina Engman   | Piteå Publik: 1 191 Domare: Laura Rapp (Årsta) | Piteå Publik: 1 191 Domare: Laura Rapp (Årsta) |
| 19:00 UTC+2 | 19:00 UTC+2     |          |                 |                      | Piteå Publik: 1 191 Domare: Laura Rapp (Årsta) | Piteå Publik: 1 191 Domare: Laura Rapp (Årsta) |
| 19:00 UTC+2 | 19:00 UTC+2     |          |                 |                      | Piteå Publik: 1 191 Domare: Laura Rapp (Årsta) | Piteå Publik: 1 191 Domare: Laura Rapp (Årsta) |

| 68          | 18 augusti 2017 | Linköpings FC                                                             | 5 – 0           | KIF Örebro | Linköping Arena                                         |                                                         |
| 18:30 UTC+2 | 18:30 UTC+2     | Nicoline Sørensen 4′, 38′ Marija Banusic 26′, 74′ Maja Ring Kildemoes 88′ | (3 – 0) Rapport |            | Linköping Publik: 1 156 Domare: Sara Persson (Rävlanda) | Linköping Publik: 1 156 Domare: Sara Persson (Rävlanda) |
| 18:30 UTC+2 | 18:30 UTC+2     |                                                                           |                 |            | Linköping Publik: 1 156 Domare: Sara Persson (Rävlanda) | Linköping Publik: 1 156 Domare: Sara Persson (Rävlanda) |
| 18:30 UTC+2 | 18:30 UTC+2     |                                                                           |                 |            | Linköping Publik: 1 156 Domare: Sara Persson (Rävlanda) | Linköping Publik: 1 156 Domare: Sara Persson (Rävlanda) |

| 69          | 18 augusti 2017 | Limhamn Bunkeflo | 1 – 1           | Hammarby IF          | Limhamns IP                                         |                                                     |
| 19:00 UTC+2 | 19:00 UTC+2     | Anna Welin 87′   | (0 – 1) Rapport | 45′ Murielle Tiernan | Malmö Publik: 463 Domare: Camilla Eriksson (Hallen) | Malmö Publik: 463 Domare: Camilla Eriksson (Hallen) |
| 19:00 UTC+2 | 19:00 UTC+2     |                  |                 |                      | Malmö Publik: 463 Domare: Camilla Eriksson (Hallen) | Malmö Publik: 463 Domare: Camilla Eriksson (Hallen) |
| 19:00 UTC+2 | 19:00 UTC+2     |                  |                 |                      | Malmö Publik: 463 Domare: Camilla Eriksson (Hallen) | Malmö Publik: 463 Domare: Camilla Eriksson (Hallen) |

| 70          | 19 augusti 2017 | Kristianstads DFF | 1 – 2           | Djurgårdens IF                      | Vilans IP                                                  |                                                            |
| 14:00 UTC+1 | 14:00 UTC+1     | Alice Nilsson 16′ | (1 – 1) Rapport | 20′ Katrin Schmidt 90′ Mia Jalkerud | Kristianstad Publik: 455 Domare: Daniel Gorgievski (Ystad) | Kristianstad Publik: 455 Domare: Daniel Gorgievski (Ystad) |
| 14:00 UTC+1 | 14:00 UTC+1     |                   |                 |                                     | Kristianstad Publik: 455 Domare: Daniel Gorgievski (Ystad) | Kristianstad Publik: 455 Domare: Daniel Gorgievski (Ystad) |
| 14:00 UTC+1 | 14:00 UTC+1     |                   |                 |                                     | Kristianstad Publik: 455 Domare: Daniel Gorgievski (Ystad) | Kristianstad Publik: 455 Domare: Daniel Gorgievski (Ystad) |

| 71          | 19 augusti 2017 | FC Rosengård           | 1 – 0           | Eskilstuna United | Malmö IP                                                 |                                                          |
| 15:00 UTC+1 | 15:00 UTC+1     | Anja Mittag 41′ (str.) | (1 – 0) Rapport |                   | Malmö Publik: 844 Domare: Pernilla Larsson (Trollhättan) | Malmö Publik: 844 Domare: Pernilla Larsson (Trollhättan) |
| 15:00 UTC+1 | 15:00 UTC+1     |                        |                 |                   | Malmö Publik: 844 Domare: Pernilla Larsson (Trollhättan) | Malmö Publik: 844 Domare: Pernilla Larsson (Trollhättan) |
| 15:00 UTC+1 | 15:00 UTC+1     |                        |                 |                   | Malmö Publik: 844 Domare: Pernilla Larsson (Trollhättan) | Malmö Publik: 844 Domare: Pernilla Larsson (Trollhättan) |

| 72          | 19 augusti 2017 | Vittsjö GIK                                                | 3 – 1           | Kvarnsvedens IK | Vittsjö IP                                           |                                                      |
| 15:00 UTC+2 | 15:00 UTC+2     | Lisa Klinga 18′ Linda Sällström 59′ Genessee Daughetee 82′ | (1 – 0) Rapport |                 | Vittsjö Publik: 429 Domare: Lovisa Johansson (Grums) | Vittsjö Publik: 429 Domare: Lovisa Johansson (Grums) |
| 15:00 UTC+2 | 15:00 UTC+2     |                                                            |                 |                 | Vittsjö Publik: 429 Domare: Lovisa Johansson (Grums) | Vittsjö Publik: 429 Domare: Lovisa Johansson (Grums) |
| 15:00 UTC+2 | 15:00 UTC+2     |                                                            |                 |                 | Vittsjö Publik: 429 Domare: Lovisa Johansson (Grums) | Vittsjö Publik: 429 Domare: Lovisa Johansson (Grums) |

### Omgång 13
| 73          | 23 augusti 2017 | Linköpings FC                        | 2 – 3           | Piteå IF                                                    | Linköping Arena                                              |                                                              |
| 19:00 UTC+2 | 19:00 UTC+2     | Marija Banusic 61′ Lina Hurtig 90+2′ | (0 – 2) Rapport | 6′ Josefin Johansson 9′ Hanna Pettersson 47′ Nina Jakobsson | Linköping Publik: 993 Domare: Pernilla Larsson (Trollhättan) | Linköping Publik: 993 Domare: Pernilla Larsson (Trollhättan) |
| 19:00 UTC+2 | 19:00 UTC+2     |                                      |                 |                                                             | Linköping Publik: 993 Domare: Pernilla Larsson (Trollhättan) | Linköping Publik: 993 Domare: Pernilla Larsson (Trollhättan) |
| 19:00 UTC+2 | 19:00 UTC+2     |                                      |                 |                                                             | Linköping Publik: 993 Domare: Pernilla Larsson (Trollhättan) | Linköping Publik: 993 Domare: Pernilla Larsson (Trollhättan) |

| 74          | 23 augusti 2017 | KIF Örebro | 0 – 1           | Eskilstuna United      | Behrn Arena                                           |                                                       |
| 19:00 UTC+2 | 19:00 UTC+2     |            | (0 – 1) Rapport | 33′ Ingrid Schjelderup | Örebro Publik: 1 311 Domare: Lovisa Johansson (Grums) | Örebro Publik: 1 311 Domare: Lovisa Johansson (Grums) |
| 19:00 UTC+2 | 19:00 UTC+2     |            |                 |                        | Örebro Publik: 1 311 Domare: Lovisa Johansson (Grums) | Örebro Publik: 1 311 Domare: Lovisa Johansson (Grums) |
| 19:00 UTC+2 | 19:00 UTC+2     |            |                 |                        | Örebro Publik: 1 311 Domare: Lovisa Johansson (Grums) | Örebro Publik: 1 311 Domare: Lovisa Johansson (Grums) |

| 75          | 23 augusti 2017 | Vittsjö GIK         | 1 – 1           | Kristianstads DFF | Vittsjö IP                                          |                                                     |
| 19:00 UTC+2 | 19:00 UTC+2     | Hannah Wilkinson 8′ | (1 – 0) Rapport | 60′ Mia Carlsson  | Vittsjö Publik: 956 Domare: Sara Persson (Rävlanda) | Vittsjö Publik: 956 Domare: Sara Persson (Rävlanda) |
| 19:00 UTC+2 | 19:00 UTC+2     |                     |                 |                   | Vittsjö Publik: 956 Domare: Sara Persson (Rävlanda) | Vittsjö Publik: 956 Domare: Sara Persson (Rävlanda) |
| 19:00 UTC+2 | 19:00 UTC+2     |                     |                 |                   | Vittsjö Publik: 956 Domare: Sara Persson (Rävlanda) | Vittsjö Publik: 956 Domare: Sara Persson (Rävlanda) |

| 76          | 23 augusti 2017 | Kvarnsvedens IK                         | 2 – 2           | Djurgårdens IF                             | Ljugbergsplanen                                        |                                                        |
| 19:00 UTC+2 | 19:00 UTC+2     | Tabita Chawinga 13′ Agnes Dahlström 77′ | (1 – 1) Rapport | 15′ Madeleine Stegius 65′ Freja Hellenberg | Borlänge Publik: 670 Domare: Camilla Eriksson (Hallen) | Borlänge Publik: 670 Domare: Camilla Eriksson (Hallen) |
| 19:00 UTC+2 | 19:00 UTC+2     |                                         |                 |                                            | Borlänge Publik: 670 Domare: Camilla Eriksson (Hallen) | Borlänge Publik: 670 Domare: Camilla Eriksson (Hallen) |
| 19:00 UTC+2 | 19:00 UTC+2     |                                         |                 |                                            | Borlänge Publik: 670 Domare: Camilla Eriksson (Hallen) | Borlänge Publik: 670 Domare: Camilla Eriksson (Hallen) |

| 77          | 23 augusti 2017 | Hammarby IF | 0 – 0           | Kopparbergs/Göteborg | Zinkensdamms IP                                        |                                                        |
| 19:00 UTC+2 | 19:00 UTC+2     |             | (0 – 0) Rapport |                      | Stockholm Publik: 656 Domare: Sara Wiinikka (Svensbyn) | Stockholm Publik: 656 Domare: Sara Wiinikka (Svensbyn) |
| 19:00 UTC+2 | 19:00 UTC+2     |             |                 |                      | Stockholm Publik: 656 Domare: Sara Wiinikka (Svensbyn) | Stockholm Publik: 656 Domare: Sara Wiinikka (Svensbyn) |
| 19:00 UTC+2 | 19:00 UTC+2     |             |                 |                      | Stockholm Publik: 656 Domare: Sara Wiinikka (Svensbyn) | Stockholm Publik: 656 Domare: Sara Wiinikka (Svensbyn) |

| 78          | 30 augusti 2017 | Limhamn Bunkeflo | 0 – 1           | FC Rosengård   | Swedbank Stadion                                    |                                                     |
| 18:30 UTC+2 | 18:30 UTC+2     |                  | (0 – 0) Rapport | 59′ Ella Masar | Malmö Publik: 7 825 Domare: Sara Persson (Rävlanda) | Malmö Publik: 7 825 Domare: Sara Persson (Rävlanda) |
| 18:30 UTC+2 | 18:30 UTC+2     |                  |                 |                | Malmö Publik: 7 825 Domare: Sara Persson (Rävlanda) | Malmö Publik: 7 825 Domare: Sara Persson (Rävlanda) |
| 18:30 UTC+2 | 18:30 UTC+2     |                  |                 |                | Malmö Publik: 7 825 Domare: Sara Persson (Rävlanda) | Malmö Publik: 7 825 Domare: Sara Persson (Rävlanda) |

### Omgång 14
| 79          | 30 augusti 2017 | Djurgårdens IF      | 1 – 0           | Hammarby IF | Stockholms stadion                                          |                                                             |
| 19:00 UTC+2 | 19:00 UTC+2     | Hanna Lundqvist 70′ | (0 – 0) Rapport |             | Stockholm Publik: 2 074 Domare: Lovisa Johansson (Karlstad) | Stockholm Publik: 2 074 Domare: Lovisa Johansson (Karlstad) |
| 19:00 UTC+2 | 19:00 UTC+2     |                     |                 |             | Stockholm Publik: 2 074 Domare: Lovisa Johansson (Karlstad) | Stockholm Publik: 2 074 Domare: Lovisa Johansson (Karlstad) |
| 19:00 UTC+2 | 19:00 UTC+2     |                     |                 |             | Stockholm Publik: 2 074 Domare: Lovisa Johansson (Karlstad) | Stockholm Publik: 2 074 Domare: Lovisa Johansson (Karlstad) |

| 80          | 31 augusti 2017 | Kopparbergs/Göteborg | 0 – 2           | Linköpings FC                        | Valhalla IP                                              |                                                          |
| 19:00 UTC+2 | 19:00 UTC+2     |                      | (0 – 1) Rapport | 15′ Kristine Minde 90+2′ Lina Hurtig | Göteborg Publik: 475 Domare: Malin Johansson (Stockholm) | Göteborg Publik: 475 Domare: Malin Johansson (Stockholm) |
| 19:00 UTC+2 | 19:00 UTC+2     |                      |                 |                                      | Göteborg Publik: 475 Domare: Malin Johansson (Stockholm) | Göteborg Publik: 475 Domare: Malin Johansson (Stockholm) |
| 19:00 UTC+2 | 19:00 UTC+2     |                      |                 |                                      | Göteborg Publik: 475 Domare: Malin Johansson (Stockholm) | Göteborg Publik: 475 Domare: Malin Johansson (Stockholm) |

| 81          | 2 september 2017 | KIF Örebro                            | 3 – 3           | Kvarnsvedens IK                                    | Behrn Arena                                          |                                                      |
| 15:00 UTC+2 | 15:00 UTC+2      | Hanna Terry 56′, 90+1′ Jenny Hjohlman | (0 – 1) Rapport | 13′ Lovisa Lundin 83′, 90+4′ (str.) Elizabeth Addo | Örebro Publik: 434 Domare: Fredrik Oppong (Göteborg) | Örebro Publik: 434 Domare: Fredrik Oppong (Göteborg) |
| 15:00 UTC+2 | 15:00 UTC+2      |                                       |                 |                                                    | Örebro Publik: 434 Domare: Fredrik Oppong (Göteborg) | Örebro Publik: 434 Domare: Fredrik Oppong (Göteborg) |
| 15:00 UTC+2 | 15:00 UTC+2      |                                       |                 |                                                    | Örebro Publik: 434 Domare: Fredrik Oppong (Göteborg) | Örebro Publik: 434 Domare: Fredrik Oppong (Göteborg) |

| 82          | 3 september 2017 | Piteå IF                                  | 2 – 1           | Kristianstads DFF | LF Arena                                              |                                                       |
| 14:00 UTC+2 | 14:00 UTC+2      | Josefine Johansson 75′ Madelen Janogy 82′ | (0 – 1) Rapport | 13′ Rita Chikwelu | Piteå Publik: 1 078 Domare: Camilla Eriksson (Hallen) | Piteå Publik: 1 078 Domare: Camilla Eriksson (Hallen) |
| 14:00 UTC+2 | 14:00 UTC+2      |                                           |                 |                   | Piteå Publik: 1 078 Domare: Camilla Eriksson (Hallen) | Piteå Publik: 1 078 Domare: Camilla Eriksson (Hallen) |
| 14:00 UTC+2 | 14:00 UTC+2      |                                           |                 |                   | Piteå Publik: 1 078 Domare: Camilla Eriksson (Hallen) | Piteå Publik: 1 078 Domare: Camilla Eriksson (Hallen) |

| 83          | 3 september 2017 | FC Rosengård                            | 2 – 2           | Vittsjö GIK                                | Malmö IP                                          |                                                   |
| 15:00 UTC+2 | 15:00 UTC+2      | Hanna Folkesson 26′ Alexandra Riley 29′ | (2 – 0) Rapport | 57′ Emmi Alanen 75′ (str.) Linda Sällström | Malmö Publik: 643 Domare: Sara Persson (Rävlanda) | Malmö Publik: 643 Domare: Sara Persson (Rävlanda) |
| 15:00 UTC+2 | 15:00 UTC+2      |                                         |                 |                                            | Malmö Publik: 643 Domare: Sara Persson (Rävlanda) | Malmö Publik: 643 Domare: Sara Persson (Rävlanda) |
| 15:00 UTC+2 | 15:00 UTC+2      |                                         |                 |                                            | Malmö Publik: 643 Domare: Sara Persson (Rävlanda) | Malmö Publik: 643 Domare: Sara Persson (Rävlanda) |

| 84          | 3 september 2017 | Eskilstuna United                                            | 4 – 0           | Limhamn Bunkeflo | Tunavallen                                                   |                                                              |
| 16:00 UTC+2 | 16:00 UTC+2      | Olivia Schough 2′ Loreta Kullashi 51′, 85′ Mimmi Larsson 58′ | (1 – 0) Rapport |                  | Eskilstuna Publik: 1 720 Domare: Malin Johansson (Stockholm) | Eskilstuna Publik: 1 720 Domare: Malin Johansson (Stockholm) |
| 16:00 UTC+2 | 16:00 UTC+2      |                                                              |                 |                  | Eskilstuna Publik: 1 720 Domare: Malin Johansson (Stockholm) | Eskilstuna Publik: 1 720 Domare: Malin Johansson (Stockholm) |
| 16:00 UTC+2 | 16:00 UTC+2      |                                                              |                 |                  | Eskilstuna Publik: 1 720 Domare: Malin Johansson (Stockholm) | Eskilstuna Publik: 1 720 Domare: Malin Johansson (Stockholm) |

### Omgång 15
| 85          | 9 september 2017 | Limhamn Bunkeflo                | 2 – 1           | Kopparbergs/Göteborg | Limhamns IP                                     |                                                 |
| 15:00 UTC+2 | 15:00 UTC+2      | Nellie Lilja 32′ Anna Welin 49′ | (1 – 1) Rapport | 43′ Beata Kollmats   | Malmö Publik: 223 Domare: Marit Folstad (Norge) | Malmö Publik: 223 Domare: Marit Folstad (Norge) |
| 15:00 UTC+2 | 15:00 UTC+2      |                                 |                 |                      | Malmö Publik: 223 Domare: Marit Folstad (Norge) | Malmö Publik: 223 Domare: Marit Folstad (Norge) |
| 15:00 UTC+2 | 15:00 UTC+2      |                                 |                 |                      | Malmö Publik: 223 Domare: Marit Folstad (Norge) | Malmö Publik: 223 Domare: Marit Folstad (Norge) |

| 86          | 9 september 2017 | Kristianstads DFF                                            | 3 – 2           | KIF Örebro                              | Vilans IP                                                   |                                                             |
| 15:00 UTC+2 | 15:00 UTC+2      | Therese Ivarsson 45+1′ Sif Atladottir 74′ Tine Schryvers 89′ | (1 – 1) Rapport | 7′ Michelle De Jongh 86′ Frida Svensson | Kristianstad Publik: 266 Domare: Lovisa Johansson (Sverige) | Kristianstad Publik: 266 Domare: Lovisa Johansson (Sverige) |
| 15:00 UTC+2 | 15:00 UTC+2      |                                                              |                 |                                         | Kristianstad Publik: 266 Domare: Lovisa Johansson (Sverige) | Kristianstad Publik: 266 Domare: Lovisa Johansson (Sverige) |
| 15:00 UTC+2 | 15:00 UTC+2      |                                                              |                 |                                         | Kristianstad Publik: 266 Domare: Lovisa Johansson (Sverige) | Kristianstad Publik: 266 Domare: Lovisa Johansson (Sverige) |

| 87          | 9 september 2017 | Hammarby IF                               | 2 – 1           | Kvarnsvedens IK      | Grimsta IP                                              |                                                         |
| 16:00 UTC+2 | 16:00 UTC+2      | Alexandra Lindberg 81′ Astrid Larsson 85′ | (0 – 0) Rapport | 47′ Tabitha Chawinga | Stockholm Publik: 482 Domare: Malin Johansson (Sverige) | Stockholm Publik: 482 Domare: Malin Johansson (Sverige) |
| 16:00 UTC+2 | 16:00 UTC+2      |                                           |                 |                      | Stockholm Publik: 482 Domare: Malin Johansson (Sverige) | Stockholm Publik: 482 Domare: Malin Johansson (Sverige) |
| 16:00 UTC+2 | 16:00 UTC+2      |                                           |                 |                      | Stockholm Publik: 482 Domare: Malin Johansson (Sverige) | Stockholm Publik: 482 Domare: Malin Johansson (Sverige) |

| 88          | 10 september 2017 | Vittsjö GIK | 0 – 0           | Piteå IF | Vittsjö IP                                          |                                                     |
| 14:00 UTC+2 | 14:00 UTC+2       |             | (0 – 0) Rapport |          | Vittsjö Publik: 472 Domare: Sara Persson (Rävlanda) | Vittsjö Publik: 472 Domare: Sara Persson (Rävlanda) |
| 14:00 UTC+2 | 14:00 UTC+2       |             |                 |          | Vittsjö Publik: 472 Domare: Sara Persson (Rävlanda) | Vittsjö Publik: 472 Domare: Sara Persson (Rävlanda) |
| 14:00 UTC+2 | 14:00 UTC+2       |             |                 |          | Vittsjö Publik: 472 Domare: Sara Persson (Rävlanda) | Vittsjö Publik: 472 Domare: Sara Persson (Rävlanda) |

| 89          | 10 september 2017 | FC Rosengård                                 | 2 – 2           | Linköpings FC                         | Malmö IP                                       |                                                |
| 16:00 UTC+2 | 16:00 UTC+2       | Ella Masar 69′ Glodis Perla Viggosdottir 88′ | (0 – 1) Rapport | 26′ Kristine Minde 46′ Marija Banusic | Malmö Publik: 2 541 Domare: Laura Rapp (Årsta) | Malmö Publik: 2 541 Domare: Laura Rapp (Årsta) |
| 16:00 UTC+2 | 16:00 UTC+2       |                                              |                 |                                       | Malmö Publik: 2 541 Domare: Laura Rapp (Årsta) | Malmö Publik: 2 541 Domare: Laura Rapp (Årsta) |
| 16:00 UTC+2 | 16:00 UTC+2       |                                              |                 |                                       | Malmö Publik: 2 541 Domare: Laura Rapp (Årsta) | Malmö Publik: 2 541 Domare: Laura Rapp (Årsta) |

| 90          | 10 september 2017 | Eskilstuna United | 1 – 1           | Djurgårdens IF  | Tunavallen                                                      |                                                                 |
| 17:00 UTC+2 | 17:00 UTC+2       | Fiona Brown 68′   | (0 – 1) Rapport | 1′ Mia Jalkerud | Eskilstuna Publik: 1 122 Domare: Pernilla Larsson (Trollhättan) | Eskilstuna Publik: 1 122 Domare: Pernilla Larsson (Trollhättan) |
| 17:00 UTC+2 | 17:00 UTC+2       |                   |                 |                 | Eskilstuna Publik: 1 122 Domare: Pernilla Larsson (Trollhättan) | Eskilstuna Publik: 1 122 Domare: Pernilla Larsson (Trollhättan) |
| 17:00 UTC+2 | 17:00 UTC+2       |                   |                 |                 | Eskilstuna Publik: 1 122 Domare: Pernilla Larsson (Trollhättan) | Eskilstuna Publik: 1 122 Domare: Pernilla Larsson (Trollhättan) |

### Omgång 16
| 91          | 23 september 2017 | Kvarnsvedens IK           | 2 – 2           | Eskilstuna United              | Ljungbergsplanen                                       |                                                        |
| 14:00 UTC+2 | 14:00 UTC+2       | Tabitha Chawinga 64′, 66′ | (0 – 1) Rapport | 38′ Loreta Kullashi 74′ (sjm.) | Borlänge Publik: 822 Domare: Haris Memisevic (Sverige) | Borlänge Publik: 822 Domare: Haris Memisevic (Sverige) |
| 14:00 UTC+2 | 14:00 UTC+2       |                           |                 |                                | Borlänge Publik: 822 Domare: Haris Memisevic (Sverige) | Borlänge Publik: 822 Domare: Haris Memisevic (Sverige) |
| 14:00 UTC+2 | 14:00 UTC+2       |                           |                 |                                | Borlänge Publik: 822 Domare: Haris Memisevic (Sverige) | Borlänge Publik: 822 Domare: Haris Memisevic (Sverige) |

| 92          | 23 september 2017 | Djurgårdens IF       | 2 – 1           | Limhamn Bunkeflo    | Stockholms stadion                                      |                                                         |
| 15:00 UTC+2 | 15:00 UTC+2       | Mia Jalkerud 9′, 53′ | (1 – 1) Rapport | 29′ Eveline Parikka | Stockholm Publik: 268 Domare: Camilla Eriksson (Hallen) | Stockholm Publik: 268 Domare: Camilla Eriksson (Hallen) |
| 15:00 UTC+2 | 15:00 UTC+2       |                      |                 |                     | Stockholm Publik: 268 Domare: Camilla Eriksson (Hallen) | Stockholm Publik: 268 Domare: Camilla Eriksson (Hallen) |
| 15:00 UTC+2 | 15:00 UTC+2       |                      |                 |                     | Stockholm Publik: 268 Domare: Camilla Eriksson (Hallen) | Stockholm Publik: 268 Domare: Camilla Eriksson (Hallen) |

| 93          | 24 september 2017 | KIF Örebro                           | 2 – 2           | FC Rosengård               | Behrn Arena                                               |                                                           |
| 13:00 UTC+2 | 13:00 UTC+2       | Emma Jansson 16′ Julia Spetsmark 58′ | (1 – 0) Rapport | 60′, 66′ Sanne Troelsgaard | Örebro Publik: 511 Domare: Pernilla Larsson (Trollhättan) | Örebro Publik: 511 Domare: Pernilla Larsson (Trollhättan) |
| 13:00 UTC+2 | 13:00 UTC+2       |                                      |                 |                            | Örebro Publik: 511 Domare: Pernilla Larsson (Trollhättan) | Örebro Publik: 511 Domare: Pernilla Larsson (Trollhättan) |
| 13:00 UTC+2 | 13:00 UTC+2       |                                      |                 |                            | Örebro Publik: 511 Domare: Pernilla Larsson (Trollhättan) | Örebro Publik: 511 Domare: Pernilla Larsson (Trollhättan) |

| 94          | 24 september 2017 | Piteå IF                              | 2 – 0           | Piteå IF | LF Arena                                        |                                                 |
| 15:00 UTC+2 | 15:00 UTC+2       | Elin Bragnum 27′ Felicia Karlsson 65′ | (1 – 0) Rapport |          | Piteå Publik: 876 Domare: Oskar Nilsson (Luleå) | Piteå Publik: 876 Domare: Oskar Nilsson (Luleå) |
| 15:00 UTC+2 | 15:00 UTC+2       |                                       |                 |          | Piteå Publik: 876 Domare: Oskar Nilsson (Luleå) | Piteå Publik: 876 Domare: Oskar Nilsson (Luleå) |
| 15:00 UTC+2 | 15:00 UTC+2       |                                       |                 |          | Piteå Publik: 876 Domare: Oskar Nilsson (Luleå) | Piteå Publik: 876 Domare: Oskar Nilsson (Luleå) |

| 95          | 24 september 2017 | Kopparbergs/Göteborg   | 1 – 2           | Kristianstads DFF                  | Valhalla IP                                     |                                                 |
| 15:00 UTC+2 | 15:00 UTC+2       | Pauline Hammarlund 75′ | (0 – 0) Rapport | 55′ Rita Chikwelu 65′ Mia Carlsson | Göteborg Publik: 582 Domare: Laura Rapp (Årsta) | Göteborg Publik: 582 Domare: Laura Rapp (Årsta) |
| 15:00 UTC+2 | 15:00 UTC+2       |                        |                 |                                    | Göteborg Publik: 582 Domare: Laura Rapp (Årsta) | Göteborg Publik: 582 Domare: Laura Rapp (Årsta) |
| 15:00 UTC+2 | 15:00 UTC+2       |                        |                 |                                    | Göteborg Publik: 582 Domare: Laura Rapp (Årsta) | Göteborg Publik: 582 Domare: Laura Rapp (Årsta) |

| 96          | 24 september 2017 | Linköpings FC   | 1 – 0           | Vittsjö GIK | Linköping Arena                                         |                                                         |
| 16:00 UTC+2 | 16:00 UTC+2       | Lina Hurtig 48′ | (0 – 0) Rapport |             | Linköping Publik: 735 Domare: Alban Mustafa (Falköping) | Linköping Publik: 735 Domare: Alban Mustafa (Falköping) |
| 16:00 UTC+2 | 16:00 UTC+2       |                 |                 |             | Linköping Publik: 735 Domare: Alban Mustafa (Falköping) | Linköping Publik: 735 Domare: Alban Mustafa (Falköping) |
| 16:00 UTC+2 | 16:00 UTC+2       |                 |                 |             | Linköping Publik: 735 Domare: Alban Mustafa (Falköping) | Linköping Publik: 735 Domare: Alban Mustafa (Falköping) |

### Omgång 17
| 97          | 30 september 2017 | Limhamn Bunkeflo | 0 – 2           | Vittsjö GIK                                   | Limhamns IP                                  |                                              |
| 15:00 UTC+2 | 15:00 UTC+2       |                  | (0 – 0) Rapport | 49′ Linda Sällström 61′ Osinachi Marvis Ohale | Malmö Publik: 238 Domare: Laura Rapp (Årsta) | Malmö Publik: 238 Domare: Laura Rapp (Årsta) |
| 15:00 UTC+2 | 15:00 UTC+2       |                  |                 |                                               | Malmö Publik: 238 Domare: Laura Rapp (Årsta) | Malmö Publik: 238 Domare: Laura Rapp (Årsta) |
| 15:00 UTC+2 | 15:00 UTC+2       |                  |                 |                                               | Malmö Publik: 238 Domare: Laura Rapp (Årsta) | Malmö Publik: 238 Domare: Laura Rapp (Årsta) |

| 98          | 30 september 2017 | Kristianstads DFF                    | 2 – 1           | FC Rosengård       | Vilans IP                                                        |                                                                  |
| 15:00 UTC+2 | 15:00 UTC+2       | Alice Nilsson 21′ Tine Schryvers 54′ | (1 – 1) Rapport | 35′ Caroline Seger | Kristianstad Publik: 1 112 Domare: Alexander Eriksson (Halmstad) | Kristianstad Publik: 1 112 Domare: Alexander Eriksson (Halmstad) |
| 15:00 UTC+2 | 15:00 UTC+2       |                                      |                 |                    | Kristianstad Publik: 1 112 Domare: Alexander Eriksson (Halmstad) | Kristianstad Publik: 1 112 Domare: Alexander Eriksson (Halmstad) |
| 15:00 UTC+2 | 15:00 UTC+2       |                                      |                 |                    | Kristianstad Publik: 1 112 Domare: Alexander Eriksson (Halmstad) | Kristianstad Publik: 1 112 Domare: Alexander Eriksson (Halmstad) |

| 99          | 1 oktober 2017 | Kopparbergs/Göteborg          | 2 – 2           | Kvarnsvedens IK                         | Valhalla IP                                                 |                                                             |
| 14:00 UTC+2 | 14:00 UTC+2    | Elin Rubensson 39′ 79′ (sjm.) | (1 – 2) Rapport | 27′ Tabitha Chawinga 43′ Elizabeth Addo | Göteborg Publik: 603 Domare: Admir Hasanbegovic (Lidköping) | Göteborg Publik: 603 Domare: Admir Hasanbegovic (Lidköping) |
| 14:00 UTC+2 | 14:00 UTC+2    |                               |                 |                                         | Göteborg Publik: 603 Domare: Admir Hasanbegovic (Lidköping) | Göteborg Publik: 603 Domare: Admir Hasanbegovic (Lidköping) |
| 14:00 UTC+2 | 14:00 UTC+2    |                               |                 |                                         | Göteborg Publik: 603 Domare: Admir Hasanbegovic (Lidköping) | Göteborg Publik: 603 Domare: Admir Hasanbegovic (Lidköping) |

| 100         | 1 oktober 2017 | Piteå IF             | 2 – 0           | KIF Örebro | LF Arena                                            |                                                     |
| 15:00 UTC+2 | 15:00 UTC+2    | Faith Ikidi 51′, 84′ | (0 – 0) Rapport |            | Piteå Publik: 817 Domare: Camilla Eriksson (Hallen) | Piteå Publik: 817 Domare: Camilla Eriksson (Hallen) |
| 15:00 UTC+2 | 15:00 UTC+2    |                      |                 |            | Piteå Publik: 817 Domare: Camilla Eriksson (Hallen) | Piteå Publik: 817 Domare: Camilla Eriksson (Hallen) |
| 15:00 UTC+2 | 15:00 UTC+2    |                      |                 |            | Piteå Publik: 817 Domare: Camilla Eriksson (Hallen) | Piteå Publik: 817 Domare: Camilla Eriksson (Hallen) |

| 101         | 1 oktober 2017 | Djurgårdens IF   | 1 – 2           | Linköpings FC                         | Stockholms stadion                                           |                                                              |
| 16:00 UTC+2 | 16:00 UTC+2    | Mia Jalkerud 79′ | (0 – 2) Rapport | 31′ Kristine Minde 33′ Anna Oskarsson | Stockholm Publik: 703 Domare: Pernilla Larsson (Trollhättan) | Stockholm Publik: 703 Domare: Pernilla Larsson (Trollhättan) |
| 16:00 UTC+2 | 16:00 UTC+2    |                  |                 |                                       | Stockholm Publik: 703 Domare: Pernilla Larsson (Trollhättan) | Stockholm Publik: 703 Domare: Pernilla Larsson (Trollhättan) |
| 16:00 UTC+2 | 16:00 UTC+2    |                  |                 |                                       | Stockholm Publik: 703 Domare: Pernilla Larsson (Trollhättan) | Stockholm Publik: 703 Domare: Pernilla Larsson (Trollhättan) |

| 102         | 1 oktober 2017 | Hammarby IF             | 1 – 0           | Eskilstuna United | Zinkensdamms IP                                        |                                                        |
| 15:00 UTC+2 | 15:00 UTC+2    | Julia Zigiotti Olme 81′ | (0 – 0) Rapport |                   | Stockholm Publik: 578 Domare: Sara Wiinikka (Svensbyn) | Stockholm Publik: 578 Domare: Sara Wiinikka (Svensbyn) |
| 15:00 UTC+2 | 15:00 UTC+2    |                         |                 |                   | Stockholm Publik: 578 Domare: Sara Wiinikka (Svensbyn) | Stockholm Publik: 578 Domare: Sara Wiinikka (Svensbyn) |
| 15:00 UTC+2 | 15:00 UTC+2    |                         |                 |                   | Stockholm Publik: 578 Domare: Sara Wiinikka (Svensbyn) | Stockholm Publik: 578 Domare: Sara Wiinikka (Svensbyn) |

### Omgång 18
| 103         | 7 oktober 2017 | KIF Örebro      | 1 – 2           | Limhamn Bunkeflo    | Behrn Arena                                        |                                                    |
| 15:00 UTC+2 | 15:00 UTC+2    | Hanna Terry 34′ | (1 – 0) Rapport | 60′, 80′ Anna Welin | Örebro Publik: 353 Domare: Sara Persson (Rävlanda) | Örebro Publik: 353 Domare: Sara Persson (Rävlanda) |
| 15:00 UTC+2 | 15:00 UTC+2    |                 |                 |                     | Örebro Publik: 353 Domare: Sara Persson (Rävlanda) | Örebro Publik: 353 Domare: Sara Persson (Rävlanda) |
| 15:00 UTC+2 | 15:00 UTC+2    |                 |                 |                     | Örebro Publik: 353 Domare: Sara Persson (Rävlanda) | Örebro Publik: 353 Domare: Sara Persson (Rävlanda) |

| 104         | 7 oktober 2017 | Vittsjö GIK | 0 – 2           | Kopparbergs/Göteborg                  | Vittsjö IP                                             |                                                        |
| 15:00 UTC+2 | 15:00 UTC+2    |             | (0 – 1) Rapport | 2′ Filippa Curmark 76′ Elin Rubensson | Vittsjö Publik: 353 Domare: Lovisa Johansson (Sverige) | Vittsjö Publik: 353 Domare: Lovisa Johansson (Sverige) |
| 15:00 UTC+2 | 15:00 UTC+2    |             |                 |                                       | Vittsjö Publik: 353 Domare: Lovisa Johansson (Sverige) | Vittsjö Publik: 353 Domare: Lovisa Johansson (Sverige) |
| 15:00 UTC+2 | 15:00 UTC+2    |             |                 |                                       | Vittsjö Publik: 353 Domare: Lovisa Johansson (Sverige) | Vittsjö Publik: 353 Domare: Lovisa Johansson (Sverige) |

| 105         | 8 oktober 2017 | FC Rosengård                                                                                  | 6 – 3           | Djurgårdens IF                                            | Malmö IP                                                 |                                                          |
| 14:00 UTC+2 | 14:00 UTC+2    | Anja Mittag 8′ Iva Landeka 19′ Ella Masar 39′, 89′ Sanne Troelsgaard 45′ Caroline Seger 90+2′ | (4 – 1) Rapport | 25′ Mia Jalkerud 51′ Madeleine Stegius 72′ Katrin Schmidt | Malmö Publik: 529 Domare: Pernilla Larsson (Trollhättan) | Malmö Publik: 529 Domare: Pernilla Larsson (Trollhättan) |
| 14:00 UTC+2 | 14:00 UTC+2    |                                                                                               |                 |                                                           | Malmö Publik: 529 Domare: Pernilla Larsson (Trollhättan) | Malmö Publik: 529 Domare: Pernilla Larsson (Trollhättan) |
| 14:00 UTC+2 | 14:00 UTC+2    |                                                                                               |                 |                                                           | Malmö Publik: 529 Domare: Pernilla Larsson (Trollhättan) | Malmö Publik: 529 Domare: Pernilla Larsson (Trollhättan) |

| 106         | 8 oktober 2017 | Kvarnsvedens IK                          | 3 – 1           | Piteå IF           | Ljungbergsplanen                                       |                                                        |
| 15:00 UTC+2 | 15:00 UTC+2    | Armisa Kuc 32′ Tabitha Chawinga 54′, 59′ | (1 – 0) Rapport | 73′ Madelen Janogy | Borlänge Publik: 527 Domare: Camilla Eriksson (Hallen) | Borlänge Publik: 527 Domare: Camilla Eriksson (Hallen) |
| 15:00 UTC+2 | 15:00 UTC+2    |                                          |                 |                    | Borlänge Publik: 527 Domare: Camilla Eriksson (Hallen) | Borlänge Publik: 527 Domare: Camilla Eriksson (Hallen) |
| 15:00 UTC+2 | 15:00 UTC+2    |                                          |                 |                    | Borlänge Publik: 527 Domare: Camilla Eriksson (Hallen) | Borlänge Publik: 527 Domare: Camilla Eriksson (Hallen) |

| 107         | 8 oktober 2017 | Eskilstuna United                    | 2 – 1           | Kristianstads DFF | Tunavallen                                        |                                                   |
| 14:00 UTC+2 | 14:00 UTC+2    | Mimmi Larsson 39′ Olivia Schough 82′ | (1 – 1) Rapport | 42′ Mia Carlsson  | Eskilstuna Publik: 922 Domare: Laura Rapp (Årsta) | Eskilstuna Publik: 922 Domare: Laura Rapp (Årsta) |
| 14:00 UTC+2 | 14:00 UTC+2    |                                      |                 |                   | Eskilstuna Publik: 922 Domare: Laura Rapp (Årsta) | Eskilstuna Publik: 922 Domare: Laura Rapp (Årsta) |
| 14:00 UTC+2 | 14:00 UTC+2    |                                      |                 |                   | Eskilstuna Publik: 922 Domare: Laura Rapp (Årsta) | Eskilstuna Publik: 922 Domare: Laura Rapp (Årsta) |

| 108         | 8 oktober 2017 | Linköpings FC                                   | 2 – 2           | Hammarby IF                         | Linköping Arena                                          |                                                          |
| 16:00 UTC+2 | 16:00 UTC+2    | Jonna Andersson 11′ Frida Leonardsen Maanum 69′ | (1 – 1) Rapport | 45′ Frida Sjöberg 90+3′ Alma Nygren | Linköping Publik: 1 235 Domare: Sara Wiinikka (Svensbyn) | Linköping Publik: 1 235 Domare: Sara Wiinikka (Svensbyn) |
| 16:00 UTC+2 | 16:00 UTC+2    |                                                 |                 |                                     | Linköping Publik: 1 235 Domare: Sara Wiinikka (Svensbyn) | Linköping Publik: 1 235 Domare: Sara Wiinikka (Svensbyn) |
| 16:00 UTC+2 | 16:00 UTC+2    |                                                 |                 |                                     | Linköping Publik: 1 235 Domare: Sara Wiinikka (Svensbyn) | Linköping Publik: 1 235 Domare: Sara Wiinikka (Svensbyn) |

### Omgång 19
| 109         | 14 oktober 2017 | Limhamn Bunkeflo | 1 – 0           | Kvarnsvedens IK | Limhamns IP                            |                                        |
| 13:00 UTC+2 | 13:00 UTC+2     | Mia Persson 86′  | (0 – 0) Rapport |                 | Malmö Publik: 219 Domare: Fidan Hasani | Malmö Publik: 219 Domare: Fidan Hasani |
| 13:00 UTC+2 | 13:00 UTC+2     |                  |                 |                 | Malmö Publik: 219 Domare: Fidan Hasani | Malmö Publik: 219 Domare: Fidan Hasani |
| 13:00 UTC+2 | 13:00 UTC+2     |                  |                 |                 | Malmö Publik: 219 Domare: Fidan Hasani | Malmö Publik: 219 Domare: Fidan Hasani |

| 110         | 14 oktober 2017 | Djurgårdens IF     | 1 – 1           | Vittsjö GIK         | Stockholms stadion                       |                                          |
| 15:00 UTC+2 | 15:00 UTC+2     | Katrin Schmidt 44′ | (1 – 0) Rapport | 89′ Linda Sällström | Stockholm Publik: 186 Domare: Laura Rapp | Stockholm Publik: 186 Domare: Laura Rapp |
| 15:00 UTC+2 | 15:00 UTC+2     |                    |                 |                     | Stockholm Publik: 186 Domare: Laura Rapp | Stockholm Publik: 186 Domare: Laura Rapp |
| 15:00 UTC+2 | 15:00 UTC+2     |                    |                 |                     | Stockholm Publik: 186 Domare: Laura Rapp | Stockholm Publik: 186 Domare: Laura Rapp |

| 111         | 14 oktober 2017 | Hammarby IF                                                                                         | 6 – 1           | KIF Örebro          | Zinkensdamms IP                                  |                                                  |
| 15:00 UTC+2 | 15:00 UTC+2     | Julia Zigiotti Olme 6′ Alma Nygren 8′, 45+3′ Frida Sjöberg 17′ Filippa Angeldal 54′ Olga Ekblom 66′ | (4 – 0) Rapport | 57′ Julia Spetsmark | Stockholm Publik: 1 053 Domare: Lovisa Johansson | Stockholm Publik: 1 053 Domare: Lovisa Johansson |
| 15:00 UTC+2 | 15:00 UTC+2     | |                 |                     | Stockholm Publik: 1 053 Domare: Lovisa Johansson | Stockholm Publik: 1 053 Domare: Lovisa Johansson |
| 15:00 UTC+2 | 15:00 UTC+2     | |                 |                     | Stockholm Publik: 1 053 Domare: Lovisa Johansson | Stockholm Publik: 1 053 Domare: Lovisa Johansson |

| 112         | 15 oktober 2017 | Piteå IF                               | 2 – 2           | Eskilstuna United                             | Tunavallen                                   |                                              |
| 16:30 UTC+2 | 16:30 UTC+2     | Madelen Janogy 25′ June Pedersen 45+2′ | (2 – 0) Rapport | 69′ Petra Johansson 88′ (str.) Olivia Schough | Eskilstuna Publik: 748 Domare: Sara Wiinikka | Eskilstuna Publik: 748 Domare: Sara Wiinikka |
| 16:30 UTC+2 | 16:30 UTC+2     |                                        |                 |                                               | Eskilstuna Publik: 748 Domare: Sara Wiinikka | Eskilstuna Publik: 748 Domare: Sara Wiinikka |
| 16:30 UTC+2 | 16:30 UTC+2     |                                        |                 |                                               | Eskilstuna Publik: 748 Domare: Sara Wiinikka | Eskilstuna Publik: 748 Domare: Sara Wiinikka |

| 113         | 15 oktober 2017 | Linköpings FC      | 1 – 0           | Kristianstads DFF | Linköping Arena                                |                                                |
| 16:30 UTC+2 | 16:30 UTC+2     | Kristine Minde 12′ | (1 – 0) Rapport |                   | Linköping Publik: 823 Domare: Pernilla Larsson | Linköping Publik: 823 Domare: Pernilla Larsson |
| 16:30 UTC+2 | 16:30 UTC+2     |                    |                 |                   | Linköping Publik: 823 Domare: Pernilla Larsson | Linköping Publik: 823 Domare: Pernilla Larsson |
| 16:30 UTC+2 | 16:30 UTC+2     |                    |                 |                   | Linköping Publik: 823 Domare: Pernilla Larsson | Linköping Publik: 823 Domare: Pernilla Larsson |

| 114         | 15 oktober 2017 | Kopparbergs/Göteborg   | 1 – 1           | FC Rosengård   | Valhalla IP                                   |                                               |
| 16:30 UTC+2 | 16:30 UTC+2     | Pauline Hammarlund 32′ | (1 – 1) Rapport | 17′ Ella Masar | Göteborg Publik: 710 Domare: Camilla Eriksson | Göteborg Publik: 710 Domare: Camilla Eriksson |
| 16:30 UTC+2 | 16:30 UTC+2     |                        |                 |                | Göteborg Publik: 710 Domare: Camilla Eriksson | Göteborg Publik: 710 Domare: Camilla Eriksson |
| 16:30 UTC+2 | 16:30 UTC+2     |                        |                 |                | Göteborg Publik: 710 Domare: Camilla Eriksson | Göteborg Publik: 710 Domare: Camilla Eriksson |

### Omgång 20
| 115         | 28 oktober 2017 | Vittsjö GIK | 0 – 0           | Hammarby IF | Vittsjö IP                                                     |                                                                |
| 14:00 UTC+2 | 14:00 UTC+2     |             | (0 – 0) Rapport |             | Vittsjö Publik: 442 Domare: Frederikke Lydia Sokjaer (Danmark) | Vittsjö Publik: 442 Domare: Frederikke Lydia Sokjaer (Danmark) |
| 14:00 UTC+2 | 14:00 UTC+2     |             |                 |             | Vittsjö Publik: 442 Domare: Frederikke Lydia Sokjaer (Danmark) | Vittsjö Publik: 442 Domare: Frederikke Lydia Sokjaer (Danmark) |
| 14:00 UTC+2 | 14:00 UTC+2     |             |                 |             | Vittsjö Publik: 442 Domare: Frederikke Lydia Sokjaer (Danmark) | Vittsjö Publik: 442 Domare: Frederikke Lydia Sokjaer (Danmark) |

| 116         | 29 oktober 2017 | FC Rosengård | 0 – 0           | Piteå IF | Malmö IP                               |                                        |
| 14:00 UTC+1 | 14:00 UTC+1     |              | (0 – 0) Rapport |          | Malmö Publik: 768 Domare: Sara Persson | Malmö Publik: 768 Domare: Sara Persson |
| 14:00 UTC+1 | 14:00 UTC+1     |              |                 |          | Malmö Publik: 768 Domare: Sara Persson | Malmö Publik: 768 Domare: Sara Persson |
| 14:00 UTC+1 | 14:00 UTC+1     |              |                 |          | Malmö Publik: 768 Domare: Sara Persson | Malmö Publik: 768 Domare: Sara Persson |

| 117         | 29 oktober 2017 | Kvarnsvedens IK | 0 – 0           | Linköpings FC | Ljungbergsplanen                        |                                         |
| 14:00 UTC+1 | 14:00 UTC+1     |                 | (0 – 0) Rapport |               | Borlänge Publik: 597 Domare: Laura Rapp | Borlänge Publik: 597 Domare: Laura Rapp |
| 14:00 UTC+1 | 14:00 UTC+1     |                 |                 |               | Borlänge Publik: 597 Domare: Laura Rapp | Borlänge Publik: 597 Domare: Laura Rapp |
| 14:00 UTC+1 | 14:00 UTC+1     |                 |                 |               | Borlänge Publik: 597 Domare: Laura Rapp | Borlänge Publik: 597 Domare: Laura Rapp |

| 118         | 29 oktober 2017 | Eskilstuna United | 1 – 5           | Kopparbergs/Göteborg                                                   | Tunavallen                                      |                                                 |
| 15:00 UTC+1 | 15:00 UTC+1     | Mimmi Larsson 54′ | (0 – 0) Rapport | 56′ Adelina Engman 63′, 88′ Pauline Hammarlund 64′, 84′ Elin Rubensson | Eskilstuna Publik: 722 Domare: Pernilla Larsson | Eskilstuna Publik: 722 Domare: Pernilla Larsson |
| 15:00 UTC+1 | 15:00 UTC+1     |                   |                 |                                                                        | Eskilstuna Publik: 722 Domare: Pernilla Larsson | Eskilstuna Publik: 722 Domare: Pernilla Larsson |
| 15:00 UTC+1 | 15:00 UTC+1     |                   |                 |                                                                        | Eskilstuna Publik: 722 Domare: Pernilla Larsson | Eskilstuna Publik: 722 Domare: Pernilla Larsson |

| 119         | 29 oktober 2017 | Kristianstads DFF                        | 2 – 0           | Limhamn Bunkeflo | Vilans IP                                         |                                                   |
| 15:00 UTC+1 | 15:00 UTC+1     | Therese Ivarsson 24′ Ogonna Chukwudi 62′ | (1 – 0) Rapport |                  | Kristianstad Publik: 312 Domare: Lovisa Johansson | Kristianstad Publik: 312 Domare: Lovisa Johansson |
| 15:00 UTC+1 | 15:00 UTC+1     |                                          |                 |                  | Kristianstad Publik: 312 Domare: Lovisa Johansson | Kristianstad Publik: 312 Domare: Lovisa Johansson |
| 15:00 UTC+1 | 15:00 UTC+1     |                                          |                 |                  | Kristianstad Publik: 312 Domare: Lovisa Johansson | Kristianstad Publik: 312 Domare: Lovisa Johansson |

| 120         | 30 oktober 2017 | KIF Örebro | 0 – 3           | Djurgårdens IF                           | Behrn Arena                               |                                           |
| 19:00 UTC+1 | 19:00 UTC+1     |            | (0 – 1) Rapport | 4′, 53′ Mia Jalkerud 78′ Michelle Wörner | Örebro Publik: 267 Domare: Martin Segerud | Örebro Publik: 267 Domare: Martin Segerud |
| 19:00 UTC+1 | 19:00 UTC+1     |            |                 |                                          | Örebro Publik: 267 Domare: Martin Segerud | Örebro Publik: 267 Domare: Martin Segerud |
| 19:00 UTC+1 | 19:00 UTC+1     |            |                 |                                          | Örebro Publik: 267 Domare: Martin Segerud | Örebro Publik: 267 Domare: Martin Segerud |

### Omgång 21
| 121         | 4 november 2017 | Kvarnsvedens IK      | 1 – 3           | FC Rosengård                               | Ljungbergsplanen                              |                                               |
| 14:00 UTC+1 | 14:00 UTC+1     | Tabitha Chawinga 87′ | (0 – 2) Rapport | 29′, 41′ Ebba Wieder 71′ Sanne Troelsgaard | Borlänge Publik: 453 Domare: Pernilla Larsson | Borlänge Publik: 453 Domare: Pernilla Larsson |
| 14:00 UTC+1 | 14:00 UTC+1     |                      |                 |                                            | Borlänge Publik: 453 Domare: Pernilla Larsson | Borlänge Publik: 453 Domare: Pernilla Larsson |
| 14:00 UTC+1 | 14:00 UTC+1     |                      |                 |                                            | Borlänge Publik: 453 Domare: Pernilla Larsson | Borlänge Publik: 453 Domare: Pernilla Larsson |

| 122         | 4 november 2017 | Linköpings FC | 0 – 6           | Eskilstuna United                                                           | Linköping Arena                                  |                                                  |
| 15:00 UTC+1 | 15:00 UTC+1     |               | (0 – 2) Rapport | 5′ (sjm.) 28′, 71′, 89′ Loreta Kullashi 66′ Vaila Barsley 76′ Mimmi Larsson | Linköping Publik: 1 163 Domare: Lovisa Johansson | Linköping Publik: 1 163 Domare: Lovisa Johansson |
| 15:00 UTC+1 | 15:00 UTC+1     |               |                 |                                                                             | Linköping Publik: 1 163 Domare: Lovisa Johansson | Linköping Publik: 1 163 Domare: Lovisa Johansson |
| 15:00 UTC+1 | 15:00 UTC+1     |               |                 |                                                                             | Linköping Publik: 1 163 Domare: Lovisa Johansson | Linköping Publik: 1 163 Domare: Lovisa Johansson |

| 123         | 4 november 2017 | Vittsjö GIK                                | 2 – 2           | KIF Örebro                                | Behrn Arena                             |                                         |
| 15:00 UTC+1 | 15:00 UTC+1     | Linda Sällström 35′ Hannah Wilkinson 90+1′ | (1 – 1) Rapport | 36′ Michelle De Jongh 74′ Julia Spetsmark | Örebro Publik: 518 Domare: Rinon Hasani | Örebro Publik: 518 Domare: Rinon Hasani |
| 15:00 UTC+1 | 15:00 UTC+1     |                                            |                 |                                           | Örebro Publik: 518 Domare: Rinon Hasani | Örebro Publik: 518 Domare: Rinon Hasani |
| 15:00 UTC+1 | 15:00 UTC+1     |                                            |                 |                                           | Örebro Publik: 518 Domare: Rinon Hasani | Örebro Publik: 518 Domare: Rinon Hasani |

| 124         | 5 november 2017 | Piteå IF                                          | 4 – 1           | Limhamn Bunkeflo | LF Arena                             |                                      |
| 14:00 UTC+1 | 14:00 UTC+1     | Felicia Karlsson 11′, 53′, 74′ Madelen Janogy 64′ | (1 – 0) Rapport | 69′ Mia Persson  | Piteå Publik: 663 Domare: Laura Rapp | Piteå Publik: 663 Domare: Laura Rapp |
| 14:00 UTC+1 | 14:00 UTC+1     |                                                   |                 |                  | Piteå Publik: 663 Domare: Laura Rapp | Piteå Publik: 663 Domare: Laura Rapp |
| 14:00 UTC+1 | 14:00 UTC+1     |                                                   |                 |                  | Piteå Publik: 663 Domare: Laura Rapp | Piteå Publik: 663 Domare: Laura Rapp |

| 125         | 5 november 2017 | Kopparbergs/Göteborg | 1 – 0           | Djurgårdens IF | Valhalla IP                                |                                            |
| 15:00 UTC+1 | 15:00 UTC+1     | Adelina Engman 35′   | (1 – 0) Rapport |                | Göteborg Publik: 557 Domare: Sara Wiinikka | Göteborg Publik: 557 Domare: Sara Wiinikka |
| 15:00 UTC+1 | 15:00 UTC+1     |                      |                 |                | Göteborg Publik: 557 Domare: Sara Wiinikka | Göteborg Publik: 557 Domare: Sara Wiinikka |
| 15:00 UTC+1 | 15:00 UTC+1     |                      |                 |                | Göteborg Publik: 557 Domare: Sara Wiinikka | Göteborg Publik: 557 Domare: Sara Wiinikka |

| 126         | 5 november 2017 | Hammarby IF             | 1 – 1           | Kristianstads DFF | Grimsta IP                                     |                                                |
| 15:00 UTC+1 | 15:00 UTC+1     | Julia Zigiotti Olme 54′ | (0 – 1) Rapport | 43′ Amanda Edgren | Stockholm Publik: 169 Domare: Camilla Eriksson | Stockholm Publik: 169 Domare: Camilla Eriksson |
| 15:00 UTC+1 | 15:00 UTC+1     |                         |                 |                   | Stockholm Publik: 169 Domare: Camilla Eriksson | Stockholm Publik: 169 Domare: Camilla Eriksson |
| 15:00 UTC+1 | 15:00 UTC+1     |                         |                 |                   | Stockholm Publik: 169 Domare: Camilla Eriksson | Stockholm Publik: 169 Domare: Camilla Eriksson |

### Omgång 22
| 127         | 12 november 2017 | Limhamn Bunkeflo | 0 – 1           | Linköpings FC  | Limhamns IP                             |                                         |
| 15:30 UTC+1 | 15:30 UTC+1      |                  | (0 – 0) Rapport | 80′ Lisa Lantz | Malmö Publik: 321 Domare: Felix Jönsson | Malmö Publik: 321 Domare: Felix Jönsson |
| 15:30 UTC+1 | 15:30 UTC+1      |                  |                 |                | Malmö Publik: 321 Domare: Felix Jönsson | Malmö Publik: 321 Domare: Felix Jönsson |
| 15:30 UTC+1 | 15:30 UTC+1      |                  |                 |                | Malmö Publik: 321 Domare: Felix Jönsson | Malmö Publik: 321 Domare: Felix Jönsson |

| 128         | 12 november 2017 | Eskilstuna United                    | 2 – 1           | Vittsjö GIK        | Tunavallen                                     |                                                |
| 15:30 UTC+1 | 15:30 UTC+1      | Vaila Barsley 56′ Olivia Schough 67′ | (0 – 1) Rapport | 2′ Linda Sällström | Eskilstuna Publik: 352 Domare: Richard Holöien | Eskilstuna Publik: 352 Domare: Richard Holöien |
| 15:30 UTC+1 | 15:30 UTC+1      |                                      |                 |                    | Eskilstuna Publik: 352 Domare: Richard Holöien | Eskilstuna Publik: 352 Domare: Richard Holöien |
| 15:30 UTC+1 | 15:30 UTC+1      |                                      |                 |                    | Eskilstuna Publik: 352 Domare: Richard Holöien | Eskilstuna Publik: 352 Domare: Richard Holöien |

| 129         | 12 november 2017 | FC Rosengård | 0 – 1           | Hammarby IF   | Malmö IP                                   |                                            |
| 15:30 UTC+1 | 15:30 UTC+1      |              | (0 – 1) Rapport | 9′ Kajsa Sund | Malmö Publik: 453 Domare: Lovisa Johansson | Malmö Publik: 453 Domare: Lovisa Johansson |
| 15:30 UTC+1 | 15:30 UTC+1      |              |                 |               | Malmö Publik: 453 Domare: Lovisa Johansson | Malmö Publik: 453 Domare: Lovisa Johansson |
| 15:30 UTC+1 | 15:30 UTC+1      |              |                 |               | Malmö Publik: 453 Domare: Lovisa Johansson | Malmö Publik: 453 Domare: Lovisa Johansson |

| 130         | 12 november 2017 | KIF Örebro | 0 – 1           | Kopparbergs/Göteborg  | Behrn Arena                                 |                                             |
| 15:30 UTC+1 | 15:30 UTC+1      |            | (0 – 1) Rapport | 22′ Rebecka Blomqvist | Örebro Publik: 221 Domare: Pernilla Larsson | Örebro Publik: 221 Domare: Pernilla Larsson |
| 15:30 UTC+1 | 15:30 UTC+1      |            |                 |                       | Örebro Publik: 221 Domare: Pernilla Larsson | Örebro Publik: 221 Domare: Pernilla Larsson |
| 15:30 UTC+1 | 15:30 UTC+1      |            |                 |                       | Örebro Publik: 221 Domare: Pernilla Larsson | Örebro Publik: 221 Domare: Pernilla Larsson |

| 131         | 12 november 2017 | Kristianstads DFF                                                                                   | 5 – 2           | Kvarnsvedens IK                         | Kristianstads Arenaområde                     |                                               |
| 15:30 UTC+1 | 15:30 UTC+1      | Rita Chikwelu 10′ (str.), 60′ (str.) Rebecca Edwards 18′ Therese Ivarsson 63′ Hanna Sandström 90+3′ | (2 – 1) Rapport | 20′ Tabitha Chawinga 74′ Elizabeth Addo | Kristianstad Publik: 367 Domare: Sara Persson | Kristianstad Publik: 367 Domare: Sara Persson |
| 15:30 UTC+1 | 15:30 UTC+1      | |                 |                                         | Kristianstad Publik: 367 Domare: Sara Persson | Kristianstad Publik: 367 Domare: Sara Persson |
| 15:30 UTC+1 | 15:30 UTC+1      | |                 |                                         | Kristianstad Publik: 367 Domare: Sara Persson | Kristianstad Publik: 367 Domare: Sara Persson |

| 132         | 12 november 2017 | Djurgårdens IF        | 1 – 5           | Piteå IF                                                             | Stockholms stadion                       |                                          |
| 15:30 UTC+1 | 15:30 UTC+1      | Alexandra Höglund 80′ | (0 – 2) Rapport | 20′, 69′ Nina Jakobsson 38′, 54′ Madelen Janogy 71′ Hanna Pettersson | Stockholm Publik: 372 Domare: Laura Rapp | Stockholm Publik: 372 Domare: Laura Rapp |
| 15:30 UTC+1 | 15:30 UTC+1      |                       |                 |                                                                      | Stockholm Publik: 372 Domare: Laura Rapp | Stockholm Publik: 372 Domare: Laura Rapp |
| 15:30 UTC+1 | 15:30 UTC+1      |                       |                 |                                                                      | Stockholm Publik: 372 Domare: Laura Rapp | Stockholm Publik: 372 Domare: Laura Rapp |